# Горбачёв, Михаил Сергеевич
Михаи́л Серге́евич Горбачёв (2 марта 1931, Привольное, Медвеженский район, Северо-Кавказский край, РСФСР, СССР — 30 августа 2022, Москва, Россия) — советский и российский государственный, политический, партийный и общественный деятель. Последний Генеральный секретарь ЦК КПСС (1985—1991). Последний Председатель Президиума Верховного Совета СССР (1988—1989), затем первый председатель Верховного Совета СССР (1989—1990). Единственный в истории президент СССР (1990—1991).
Основатель Горбачёв-Фонда. С 1993 года и до самой смерти был соучредителем (владел 10 % акций) и членом редакционного совета издания «Новая газета». Кавалер трёх орденов Ленина (1971, 1973, 1981) и ордена Святого Андрея Первозванного (2011). Лауреат Нобелевской премии мира (1990).
В период деятельности Горбачёва в должности руководителя КПСС и главы государства в Советском Союзе произошли серьёзнейшие изменения, повлиявшие на весь мир и ставшие следствием следующих исторических событий: масштабная попытка реформирования советской системы («Перестройка»); введение в СССР политики гласности, «нового политического мышления», свободы слова и печати, демократических выборов; реформирование социалистической экономики в направлении рыночной модели хозяйствования; окончание Холодной войны; вывод советских войск из Афганистана (1989); распад СССР и Варшавского блока.

## Происхождение

### Детство
Михаил Сергеевич Горбачёв родился 2 марта 1931 года в селе Привольное Медвеженского района Ставропольского края (тогда Северо-Кавказский край), в крестьянской семье. Отец — Сергей Андреевич Горбачёв (8 октября 1909—22 февраля 1976), русский. Мать — Мария Пантелеевна Горбачёва (в девичестве Гопкало) (2 апреля 1911—14 апреля 1995), украинка. 

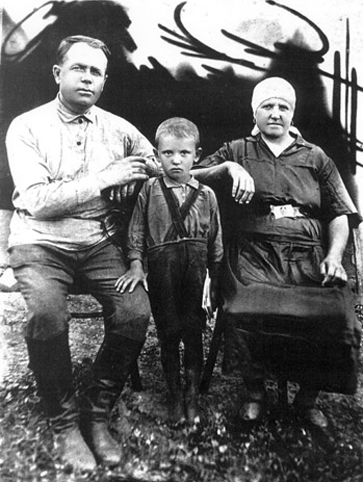
Миша Горбачёв с дедом, Пантелеем и бабушкой Василисой

В годы Большого террора оба деда Михаила Горбачёва подвергались аресту; два его дяди и тётя умерли от голода в начале 1930-х годов. Дед по отцу, Андрей Моисеевич Горбачёв (1890—1962), крестьянин-единоличник; за невыполнение плана посева в 1934 году отправлен в ссылку в Иркутскую область, через два года освобождён, вернулся на родину и вступил в колхоз, где работал до конца жизни. Дед по матери, Пантелей Ефимович Гопкало (1894—1953), происходил из крестьян Черниговской губернии, был старшим из пяти детей, в 13 лет потерял отца, позднее переселился на Ставрополье. Ветеран Первой мировой войны, землю получил при советской власти, в 1920-е годы участвовал в создании товарищества по обработке земли, в 1928 году вступил в ВКП(б) и стал председателем колхоза «Хлебороб» в Привольном, в 1930-е годы был председателем колхоза «Красный Октябрь» в соседнем селе, в 20 километрах от Привольного. Пока Михаил не пошёл в школу, жил у дедушки с бабушкой. В 1937 году дед был арестован по обвинению в троцкизме. Находясь под следствием, провёл в тюрьме 14 месяцев, вынес пытки и издевательства. От расстрела Пантелея Ефимовича спасло изменение «линии партии», февральский пленум 1938 года, посвящённый «борьбе с перегибами». В итоге в сентябре 1938 года начальник отдела НКВД Красногвардейского района застрелился, а Пантелей Ефимович был оправдан и в декабре 1938 года освобождён и вернулся в Привольное.
Во время войны, когда Михаилу Горбачёву было 10 лет, отец ушёл на фронт. Через некоторое время в село вступили немецкие войска, семья пять с лишним месяцев провела в оккупации. 21—22 января 1943 года эти районы освобождены советскими войсками. После освобождения пришло извещение, что отец погиб. А через несколько дней от отца пришло письмо: выяснилось, что он жив, похоронку прислали по ошибке. Сергей Андреевич Горбачёв был награждён двумя орденами Красной Звезды и медалью «За отвагу». В трудные моменты жизни он не раз поддерживал сына.

## Ранние годы и карьера
С 13 лет Михаил Горбачёв периодически работал в колхозе. С 15 лет был помощником комбайнёра машинно-тракторной станции. В 1949 году за ударный труд на уборке зерновых был награждён орденом Трудового Красного Знамени. В десятом классе в 19 лет стал кандидатом в члены КПСС, рекомендации дали директор и учителя школы.
В 1950 году окончил школу с серебряной медалью и поступил без экзаменов на юридический факультет МГУ имени М. В. Ломоносова. Такую возможность дали рабоче-крестьянское происхождение, трудовой стаж, орден Трудового Красного Знамени и то, что Горбачёв уже был кандидатом в члены КПСС. В 1952 году его приняли в члены КПСС.
Осенью 1951 года на танцевальном вечере в студенческом клубе МГУ на Стромынке познакомился со студенткой философского факультета Раисой Максимовной Титаренко (1932—1999). Женился на ней 25 сентября 1953 года.
В 1955 году, окончив с отличием юридический факультет МГУ, был направлен в Ставропольскую краевую прокуратуру. По распределению работал 10 дней — с 5 по 15 августа 1955 года. В правоохранительных органах шло сокращение штатов, и многих молодых специалистов брали на работу в комсомол. В результате Горбачёв, проявив инициативу, стал заместителем заведующего отделом агитации и пропаганды Ставропольского крайкома ВЛКСМ. В 1956 году избран первым секретарём Ставропольского горкома комсомола. С 1958 года — второй и в 1961—1962 годах — первый секретарь крайкома ВЛКСМ. В октябре 1961 года был делегатом XXII съезда КПСС.

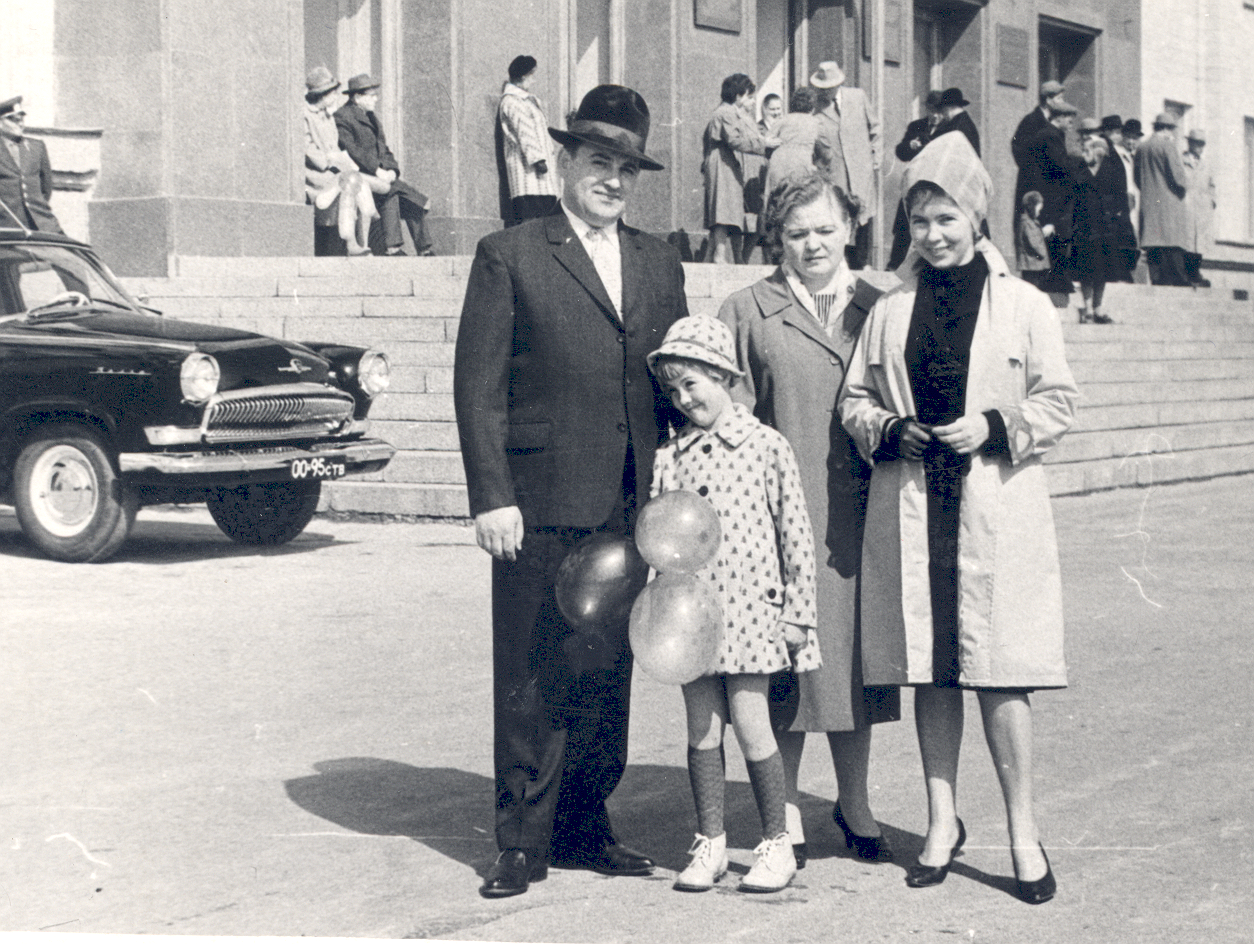
Михаил Горбачёв с женой и дочерью. Ставрополь. 1964

В марте 1962 года избран парторгом Ставропольского территориально-производственного колхозно-совхозного управления. В 1963 году назначен заведующим отделом партийных органов Ставропольского крайкома КПСС. В 1964 году, покидая Ставрополье с должности первого секретаря крайкома партии, Фёдор Кулаков в беседе с преемником Леонидом Ефремовым отметил Горбачёва как одного из перспективных партработников. И хотя Ефремову Горбачёв не приглянулся, из Москвы были настоятельные рекомендации о его продвижении. 26 сентября 1966 года Михаил Горбачёв был избран первым секретарём Ставропольского горкома КПСС. В том же году он впервые побывал за границей, посетив ГДР. В 1967 году Горбачёв заочно окончил экономический факультет Ставропольского сельскохозяйственного института по специальности агроном-экономист.
Дважды кандидатура Горбачёва рассматривалась для перевода на работу в КГБ. В 1966 году его предлагали на должность начальника управления КГБ Ставропольского края, но кандидатура была отклонена Владимиром Семичастным. В 1969 году Юрий Андропов рассматривал Горбачёва как возможного кандидата на должность заместителя председателя КГБ СССР. Сам Горбачёв вспоминал, что до избрания первым секретарём крайкома у него «были попытки уйти в науку… я сдал минимум, написал диссертацию».

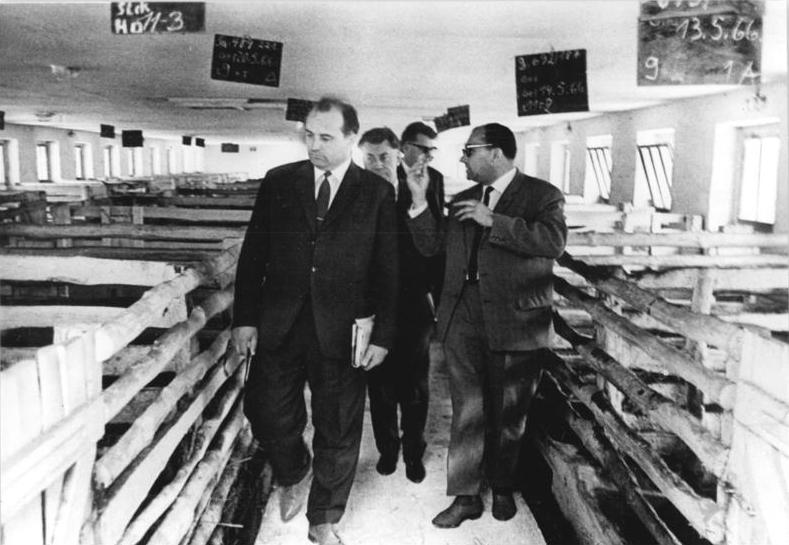
Горбачёв во время посещения свинарника в Гольсене, ГДР. 1966

С 5 августа 1968 года — второй секретарь, с 10 апреля 1970 года — первый секретарь Ставропольского крайкома КПСС. Его предшественник Леонид Ефремов утверждал, что продвижение Горбачёва происходило по настоянию из Москвы, хотя он сам нашёл возможным выдвинуть его в свои преемники.
Депутат Совета Союза Верховного Совета СССР 8-11 созывов (1970—1989) от Ставропольского края. До 1974 года входил в комиссию Совета Союза по охране природы, затем с 1974 по 1979 год — председатель Комиссии по делам молодёжи Совета Союза Верховного Совета СССР.

В 1973 году секретарь ЦК КПСС Пётр Демичев предлагал Горбачёву возглавить Отдел пропаганды ЦК КПСС, где несколько лет Александр Яковлев был исполняющим обязанности заведующего. Посоветовавшись с Михаилом Сусловым, Горбачёв отказался. По свидетельству бывшего председателя Госплана СССР Николая Байбакова, он предлагал Горбачёву стать своим заместителем по вопросам сельского хозяйства. В 1976 году после снятия члена Политбюро Дмитрия Полянского с должности министра сельского хозяйства СССР Фёдор Кулаков метил на неё своего протеже Горбачёва, но министром был назначен Валентин Месяц. Административный отдел ЦК КПСС предлагал Горбачёва на пост Генерального прокурора СССР вместо Романа Руденко, но его кандидатуру отклонил секретарь ЦК КПСС Андрей Кириленко. 

М. А. Суслов и М. С. Горбачёв в Ставрополе. 1978

В 1971—1991 годах Горбачёв был членом ЦК КПСС. Как он сам считал, ему покровительствовал Юрий Андропов, способствовавший его переводу в Москву. По независимым оценкам, Горбачёву в большей степени симпатизировали Михаил Суслов и Андрей Громыко.
В 1977 году в Ставропольском крайкоме КПСС под руководством Горбачёва был разработан и внедрён комплексный метод уборки зерновых культур. Ипатовский метод, как его впоследствии назвали, стали пропагандировать на телевидении и применять по многих районах страны. Это способствовало переводу Горбачёва в ЦК КПСС на должность секретаря, курировавшего сельское хозяйство.
По свидетельству Евгения Чазова, после смерти Ф. Д. Кулакова Брежнев в разговоре с ним «стал перебирать по памяти возможные кандидатуры на освободившееся место секретаря ЦК и первым назвал Горбачёва».
27 ноября 1978 года на Пленуме ЦК КПСС Горбачёв был избран секретарём ЦК КПСС. 6 декабря 1978 года он переехал с семьёй в Москву. С 27 ноября 1979 года по 21 октября 1980 года — кандидат в члены Политбюро ЦК КПСС. Председатель Комиссии законодательных предположений Совета Союза Верховного Совета СССР в 1979—1984 годах.
Избирался делегатом XXII (1961), XXIV (1971) и всех последующих (1976, 1981, 1986, 1990) съездов КПСС. С 1970 по 1989 год был депутатом Верховного Совета СССР.
С 21 октября 1980 года по ноябрь 1991 года — член Политбюро ЦК КПСС, с 9 декабря 1989 года по 19 июня 1990 года — Председатель Российского бюро ЦК КПСС.

## Во главе СССР (1985—1991)

### Генеральный секретарь ЦК КПСС (1985—1991)

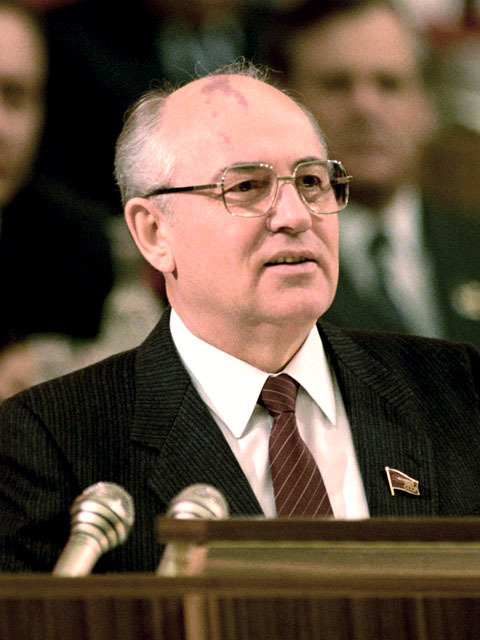
Генеральный секретарь ЦК КПСС М. С. Горбачёв. 1987

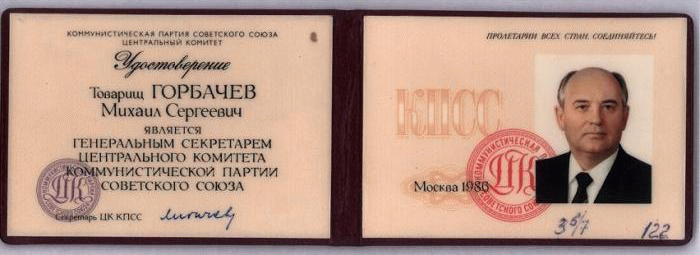
Удостоверение генерального секретаря ЦК КПСС М. С. Горбачёва, выданное в 1986 году

С 11 марта 1985 года по 24 августа 1991 года — генеральный секретарь ЦК КПСС. Кандидатуру Горбачёва на должность генсека после смерти К. У. Черненко предложил на заседании Политбюро ЦК КПСС министр иностранных дел СССР А. А. Громыко, причём он относил это к своей личной инициативе. В своих мемуарах бывший первый заместитель председателя КГБ СССР Ф. Д. Бобков писал, что ещё в начале 1985 года из-за болезни Черненко Горбачёв председательствовал на заседаниях Политбюро и уже тогда был вторым лицом в государстве и преемником на посту генсека.
17 мая 1985 года была начата антиалкогольная кампания в СССР, которая привела к повышению на 45 % цен на алкогольные напитки, сокращению производства алкоголя, вырубке виноградников, исчезновению сахара в магазинах вследствие самогоноварения и ввода карточек на сахар, но и увеличению продолжительности жизни среди населения, снижению уровня преступлений на почве алкоголизма. Авторами идеи были Егор Лигачёв и Михаил Соломенцев, которых Горбачёв активно поддержал. По оценке председателя правительства СССР Николая Рыжкова, на «борьбе за трезвость» страна потеряла 62 млрд советских рублей. В 2015 году Горбачёв признал, что антиалкогольная кампания, в том виде, как она проводилась, была ошибкой.
В декабре 1985 года Горбачёв, посоветовавшись со своим ближайшим сподвижником, секретарём ЦК КПСС Е. К. Лигачёвым, вопреки совету председателя Совета министров Н. И. Рыжкова, принял решение назначить первым секретарём Московского горкома КПСС Б. Н. Ельцина.
8 апреля 1986 года состоялась поездка Горбачёва в Тольятти, где он посетил Волжский автозавод. Итогом этой поездки стало решение о создании на базе флагмана отечественного машиностроения научно-производственного предприятия — отраслевого научно-технического центра (НТЦ) ОАО «АвтоВАЗ», что явилось значимым событием для советского автопрома. В своём выступлении в Тольятти Горбачёв впервые произнёс слово «перестройка», которое было подхвачено СМИ и стало лозунгом начавшейся в стране новой эпохи.

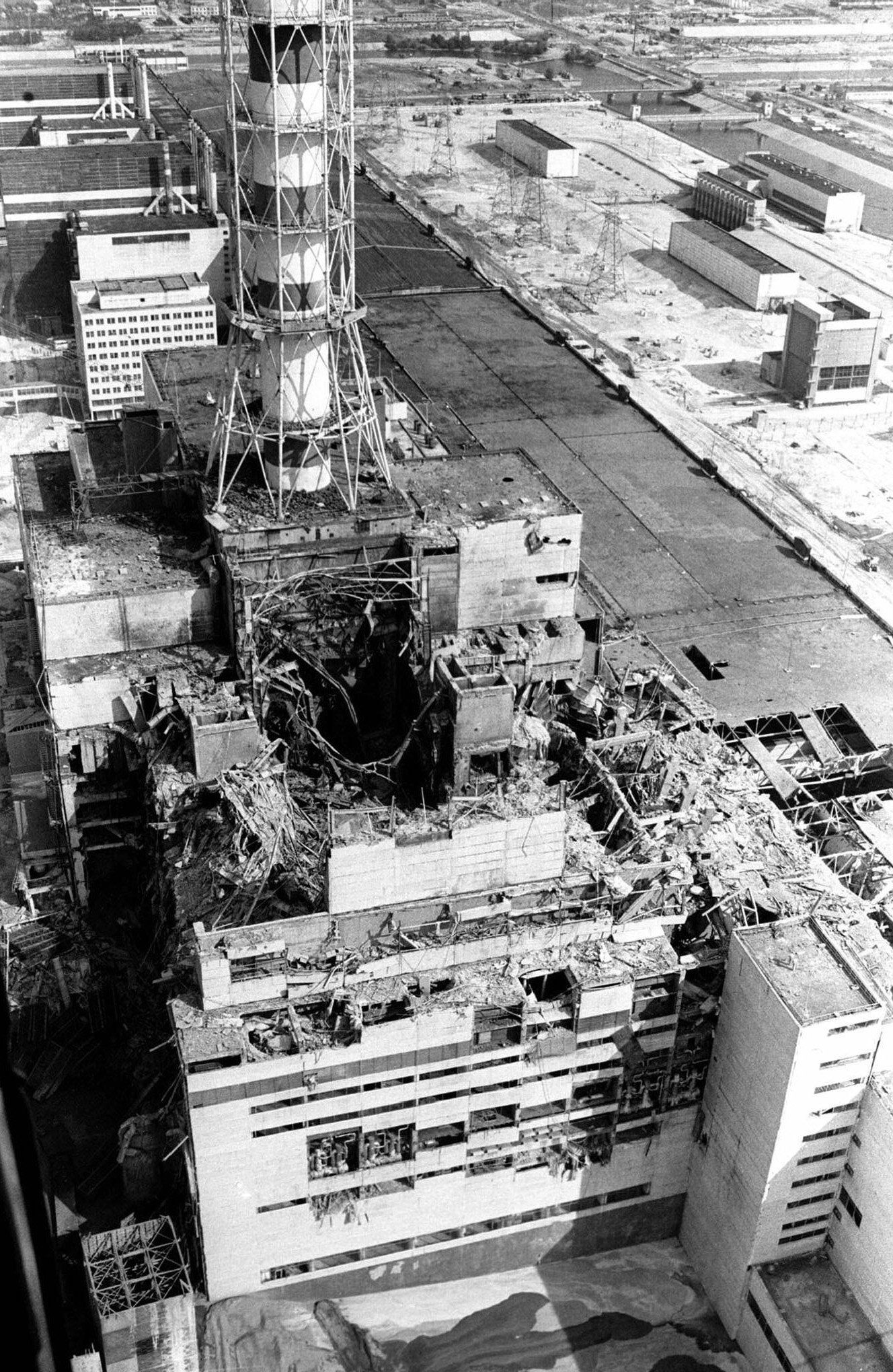
Разрушенный четвёртый реактор Чернобыльской АЭС. 1986

1 мая 1986 года после аварии на Чернобыльской АЭС по указанию Горбачёва во избежание паники среди населения в Киеве, Минске и других городах республик были проведены первомайские демонстрации с риском для здоровья их участников.
В конце 1986 года из семилетней горьковской ссылки в Москву возвратился советский учёный и диссидент, лауреат Нобелевской премии А. Д. Сахаров.
В январе 1987 года на Пленуме ЦК КПСС Михаил Горбачёв дал старт политике демократии и гласности, которая в дальнейшем привела к рыночной экономике, свободным выборам, уничтожению монопольной власти КПСС и распаду СССР. Александр Яковлев отмечал, что ещё в 1985 году предложил Горбачёву план изменений в стране, направленный на слом советского строя, но Горбачёв ответил, что «пока рано». По мнению Яковлева, Горбачёв тогда ещё не думал, что «с советским строем пора кончать».
В январе 1987 года на заседании Политбюро ЦК КПСС, обсуждавшем ответственность высших партийных кадров, произошёл первый острый публичный конфликт Горбачёва и Ельцина. С этого времени началось противостояние двух лидеров: Горбачёв регулярно подвергался критике со стороны Ельцина.
В 1987 году в СССР приступили к экономической реформе, которая предусматривала расширение самостоятельности предприятий на принципах хозрасчёта и самофинансирования; постепенное возрождение частного сектора экономики (на начальном этапе — через деятельность кооперативов в сфере услуг и производства товаров народного потребления); отказ от монополии внешней торговли; более глубокая интеграция в мировой рынок; сокращение числа отраслевых министерств и ведомств; признание равенства на селе пяти основных форм хозяйствования (наряду с колхозами и совхозами агрокомбинатов, арендных кооперативов и фермерских хозяйств); закрытие убыточных предприятий; создание коммерческих банков. Ключевым документом реформы стал принятый тогда же «Закон о государственном предприятии», предусматривавший значительное расширение прав предприятий. Им, в частности, разрешалось вести самостоятельную экономическую деятельность после выполнения обязательного государственного заказа.

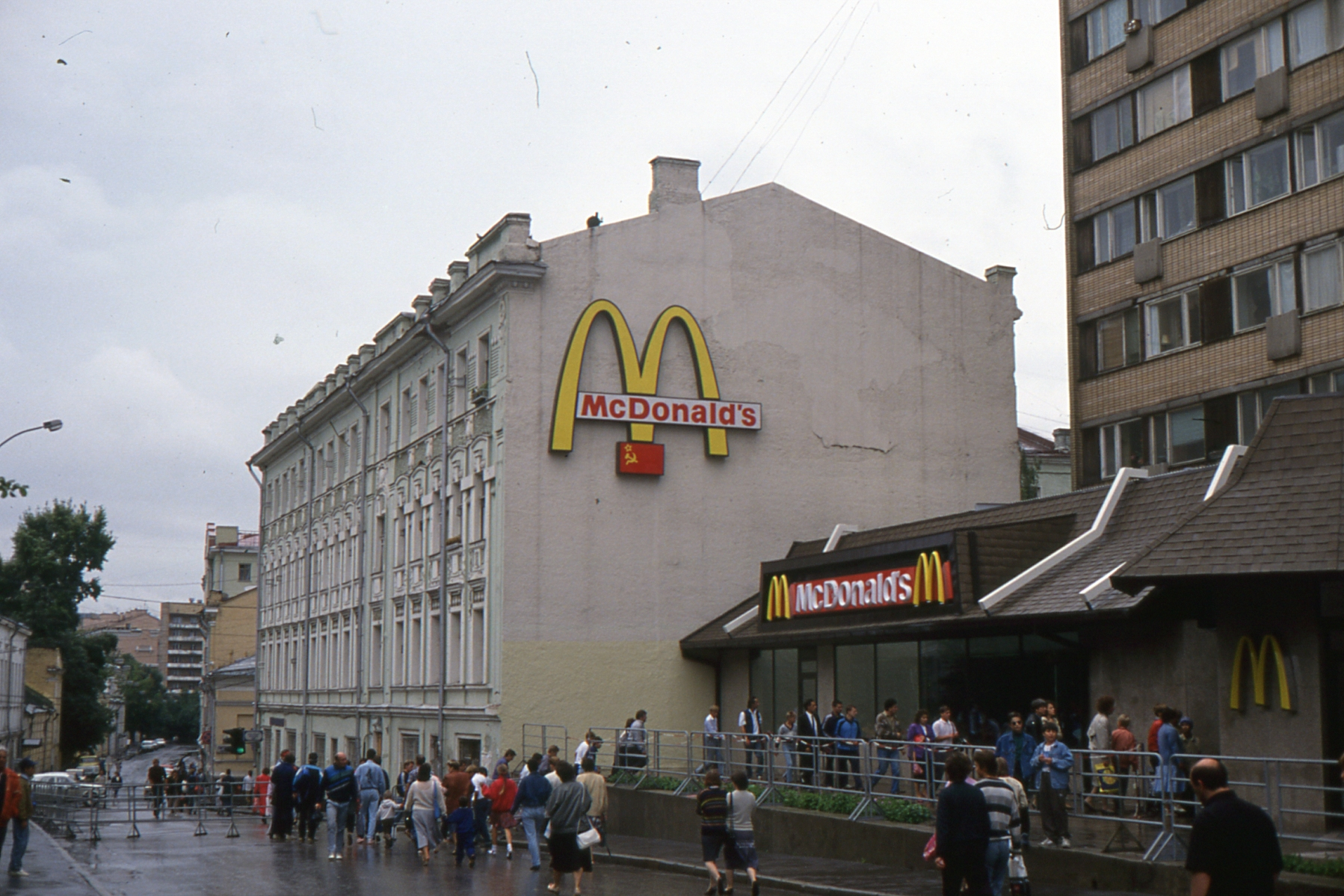
Первый в СССР ресторан McDonald’s, открывшийся в Москве на Пушкинской площади 31 января 1990 года

В июне 1988 года XIX конференции КПСС Горбачёв объявил курс на политическую реформу. 1 декабря 1988 года был принят новый закон СССР «О выборах народных депутатов СССР» и внесены необходимые изменения в Конституцию СССР 1977 года. 1 октября 1988 года Михаил Горбачёв занял пост Председателя Президиума Верховного Совета СССР, то есть стал совмещать высшие должности в партийной и государственной иерархии.
В 1988 году в Политбюро ЦК КПСС произошли кадровые изменения. В 1989 году более 100 членов ЦК КПСС были отправлены на пенсию.
В 1989 году принятый закон о кооперации положил начало легализации подпольных цехов и приватизации государственной собственности.
В январе 1990 года в Москве был открыт первый ресторан McDonald's. Появление культового американского бренда в Советском Союзе рассматривалось как символ продолжавшихся экономических и политических реформ. Новое заведение, привычное для Запада, но резко контрастировавшее с традиционным советским общепитом, стало настоящей сенсацией.

### Президент СССР (1990—1991)
15 марта 1990 года на внеочередном третьем Съезде народных депутатов СССР Михаил Горбачёв был избран Президентом СССР. Его кандидатура была внесена в бюллетень для тайного голосования. Из 2000 депутатов «за» проголосовали 1329 (59,2 %), «против» — 495 (37,2 %). Вступление в должность было сопряжено с процедурой принесения клятвы. До декабря 1991 года Горбачёв был также председателем Совета обороны СССР и Верховным Главнокомандующим Вооружёнными силами СССР.
13 августа 1990 года М. С. Горбачёв подписал указ «О восстановлении прав всех жертв политических репрессий 20-50-х годов». Этим указом репрессии по политическим, социальным, национальным, религиозным и другим мотивам были признаны незаконными, а все права граждан, подвергшихся этим репрессиям восстанавливались.
7 ноября 1990 года слесарь Александр Шмонов совершил неудачное покушение на Горбачёва.
Возрождение с 7 января 1991 года традиции празднования православного Рождества на государственном уровне, объявление его нерабочим днём.

#### Экономический кризис в СССР
В 1989 году в стране замедлился и начал сокращаться рост промышленного производства, увеличился дефицит госбюджета (в 1991 году он достиг 20—30 % от уровня ВВП), наметился рост безработицы (в 1990 году — до 3,5 %, в 1991 году — до 4,2 %). В годы XII пятилетки (1986—1990) снижались темпы роста валового национального продукта, а в 1990 году рост сменился падением.

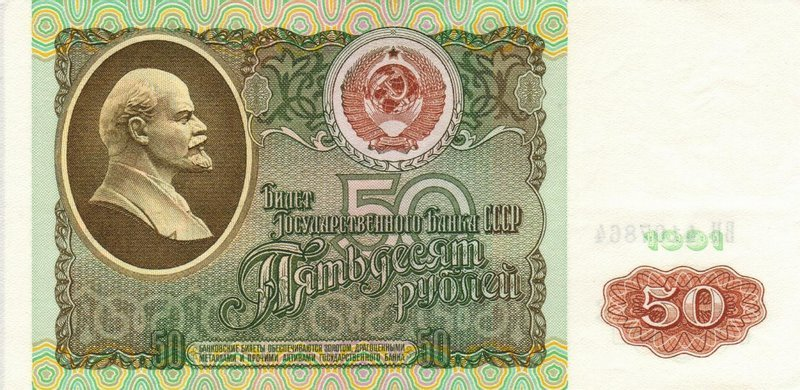
50 рублей образца 1991 года

22 января 1991 года президент СССР Михаил Горбачёв подписал Указ об изъятии из обращения и обмене 50- и 100-рублёвых банкнот образца 1961 года. Они подлежали обмену на более мелкие банкноты образца 1961 года, а также на банкноты 50 и 100 рублей образца 1991 года. Обмен изымаемых банкнот сопровождался существенными ограничениями:
- Сжатые сроки обмена — три дня с 23 по 25 января (со среды по пятницу).
- «Среднемесячный заработок за последний год работы», но не более 1000 рублей на человека — возможность обмена остальных банкнот рассматривалась в специальных комиссиях до конца марта 1991 года.
- Ограничения коснулись и возможности снимать деньги со сберкнижек — не более 500 рублей в месяц.

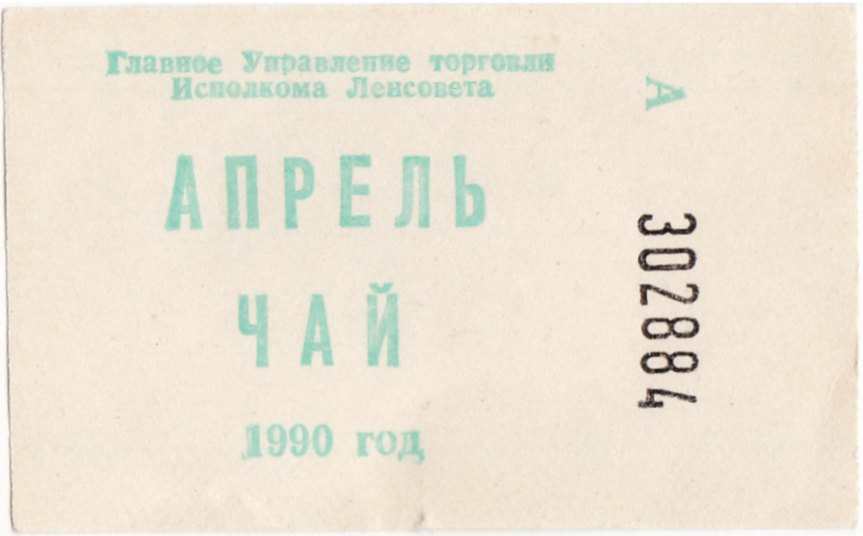
Талон на чай. Ленинград, 1990

Инициатор реформы премьер-министр СССР Валентин Павлов много раз до указа утверждал, что никакой подготовки к реформе не ведётся. В результате реформы пострадали тысячи людей, многие из которых лишились многолетних накоплений. Одномоментная денежная реформа, проведённая вдруг и без предупреждения, стала фактической конфискацией денег у населения. «Можно сказать, что страна в эти дни не работала. В первые два дня в обществе царила паника — люди фактически штурмом брали сберкассы. Оказалось, что накануне „павловской“ реформы зарплаты выдавались 50- и 100-рублёвыми купюрами, которые как раз и подлежали замене. Особенно волнительными эти дни оказались для людей пожилого возраста, которые боялись не успеть сдать старые деньги», — пишет историк Роман Кирсанов.
2 апреля 1991 года были в 2-4 раза повышены цены на продовольственные товары, транспорт, коммунальные услуги.
К концу 1991 года экономика СССР оказалась в катастрофическом положении: произошло падение жизненного уровня населения, ускорялось падение производства. Нарастание денежной массы в стране грозило потерей контроля государства над финансовой системой и гиперинфляцией, которая могла парализовать всю экономику. С ростом дефицита в 1989—1991 годах повсеместно были внедрены талоны на многие продукты питания и другие товары (табачные изделия, водку, колбасу, мыло, чай, крупы, соль, сахар, а в некоторых отдалённых районах — хлеб, молоко, майонез, стиральный порошок, женское бельё и т. д.).

#### Путч ГКЧП и отставка

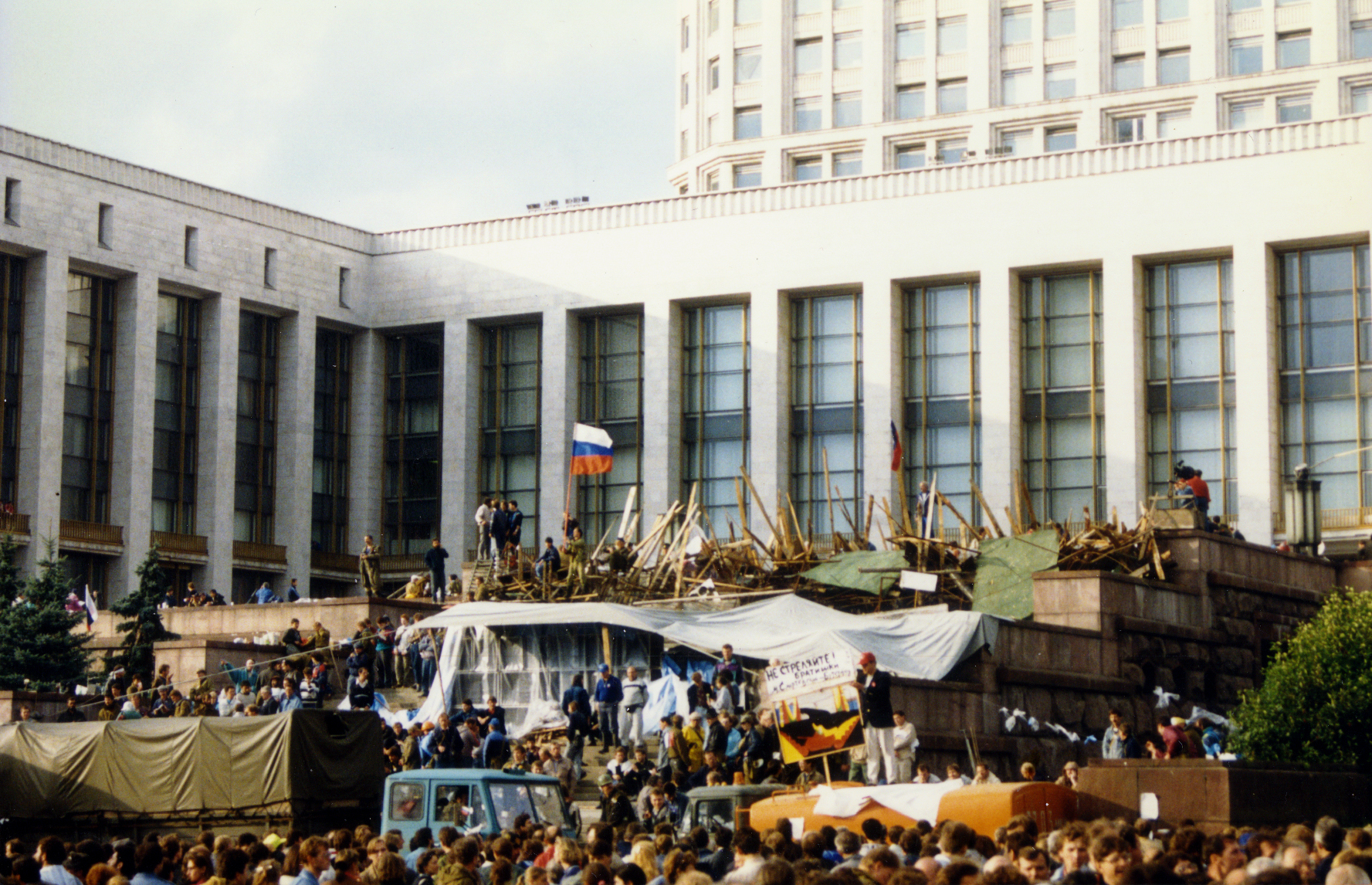
Защитники Белого дома. Август 1991

Во время событий 19—22 августа 1991 года глава ГКЧП, вице-президент СССР Геннадий Янаев подписал указ о вступлении в должность и. о. президента, сославшись на болезнь Горбачёва. Президиум Верховного Совета СССР объявил данное решение фактическим отстранением Горбачёва от власти и потребовал его отменить. По утверждению самого Горбачёва и находившихся с ним лиц, он был изолирован в Форосе (по заявлениям некоторых бывших членов ГКЧП, их сторонников и адвокатов, изоляции не было). После провала путча Горбачёв вернулся из Фороса в Москву, сказав о своём «заточении» такую фразу: «Имейте в виду, настоящей правды никто не узнает». После августовских событий союзная власть в лице Президента СССР стала терять влияние в стране. Президент РСФСР Ельцин, воспользовавшись ГКЧП, тут же вывел из подчинения Горбачёва армию, КГБ и МВД. На предприятия ушла директива не выполнять указаний министерств и ведомств СССР. Аналогичный приказ был спущен в различные структуры регионов РСФСР. 24 августа 1991 года Горбачёв объявил о сложении полномочий Генерального секретаря ЦК КПСС, а на следующий день распустил Центральный комитет КПСС и Совет Министров СССР. В ноябре 1991 года он вышел из КПСС, но партбилет сохранил на память.
4 ноября 1991 года старший помощник Генерального прокурора СССР, начальник управления генеральной прокуратуры СССР по надзору за исполнением законов о государственной безопасности Виктор Илюхин возбудил против Горбачёва уголовное дело по статье 64 Уголовного Кодекса РСФСР (Измена Родине) в связи с подписанием им постановлений Госсовета СССР от 6 сентября 1991 года о признании независимости Литвы, Латвии и Эстонии. В результате принятия постановлений был нарушен Закон СССР от 3 апреля 1990 года «О порядке решения вопросов, связанных с выходом союзной республики из состава СССР», так как в этих республиках не проводились референдумы о выходе из состава Союза ССР и для них не был установлен переходный период для рассмотрения всех спорных вопросов. Генеральный прокурор СССР Николай Трубин закрыл дело в связи с тем, что решение о признании независимости прибалтийских республик принимал не лично президент, а Госсовет. Через два дня Илюхин был уволен из органов прокуратуры.
8 декабря 1991 года президент РСФСР Борис Ельцин, президент Украины Леонид Кравчук и председатель Верховного Совета Белорусской ССР Станислав Шушкевич подписали Беловежские соглашения о прекращении существования СССР и о создании Содружества Независимых Государств (СНГ). В день подписания беловежского соглашения с Горбачёвым встретился вице-президент России Александр Руцкой, который уговаривал президента СССР арестовать Ельцина, Шушкевича и Кравчука. Горбачёв вяло возразил Руцкому: «Не паникуй… У соглашения нет юридической основы… Прилетят, мы соберёмся в Ново-Огарёво. К Новому году будет Союзный договор!». Спустя 25 лет Горбачёв пояснил, почему он не стал их арестовывать: «Я думаю, это пахло гражданской войной. Это опасно. Это выглядело бы, что я вроде как для того, чтобы удержать власть, пошёл на такое, хотя надо было демократическими путями добиваться».
На следующий день после подписания соглашения в своём заявлении Горбачёв отметил, что каждая союзная республика имеет право выхода из Союза, но судьба многонационального государства не может быть определена волей руководителей трёх республик. Вопрос этот должен решаться только конституционным путём с участием всех союзных республик и учётом воли их народов. В заявлении также подчёркивалась необходимость созыва Съезда народных депутатов СССР.
18 декабря в послании участниками встречи в Алма-Ате по формированию СНГ Горбачёв предложил назвать СНГ «Содружеством европейских и азиатских государств» (СЕАГ). Он также предложил, чтобы после ратификации соглашения о создании СНГ остальными союзными республиками (кроме прибалтийских республик и Грузии, которые не подписывали соглашение) было проведено заключительное заседание Верховного Совета СССР, который принял бы постановление о прекращении существования Советского Союза и передаче всех его законных прав и обязательств содружеству европейских и азиатских государств.
21 декабря 1991 года на саммите в Алма-Ате главы 11 бывших союзных республик упразднили пост Президента СССР. Горбачёв получил пожизненные льготы: специальную пенсию, медицинское обеспечение всей семьи, личную охрану, государственную дачу, за ним была закреплена персональная автомашина. Решение этих вопросов было возложено на правительство РСФСР. Участники встречи в Алма-Ате фактически лишили Горбачёва полномочий Верховного Главнокомандующего Вооружёнными Силами СССР, поручив командование Вооружёнными Силами министру обороны СССР маршалу авиации Евгению Шапошникову.
24 декабря в печати появилось последнее интервью Михаила Горбачёва в качестве президента СССР. «Главное дело моей жизни, — заявил он, — сбылось».
Вечером 25 декабря 1991 года Горбачёв выступил с телевизионным обращением, в котором сообщил об уходе с поста Президента СССР, выразив уверенность в исторической правоте демократических реформ, которые привели к освобождению общества, ликвидации тоталитарной системы, началу движения к многоукладной экономике, окончанию холодной войны, гонки вооружений и «безумной милитаризации страны, изуродовавшей нашу экономику, общественное сознание и мораль». Он с сожалением признал: «Старая система рухнула до того, как успела заработать новая». В тот же день Горбачёв подписал указ о сложении с себя полномочий Верховного Главнокомандующего Вооружёнными Силами СССР и передал управление стратегическим ядерным оружием президенту России Б. Н. Ельцину. Вечером 25 декабря в 19 часов 35 минут по московскому времени после телеобращения Горбачёва над Московским Кремлём с флагштока был спущен советский флаг, в последний раз прозвучал Государственный гимн Советского Союза и в 19 часов 45 минут был поднят российский триколор, что символически ознаменовало конец Советского Союза. Сразу после отставки экс-президент СССР дал интервью американской телекомпании CNN. На следующий день Горбачёв провёл прощальный вечер в бывшей партийной гостинице «Октябрьская». По решению 11 глав государств СНГ Горбачёв съехал с государственной квартиры на ул.Косыгина. Из государственной дачи в Барвихе-4 семью Горбачëвых вскоре переселили в другую меньших размеров.

### Межэтнические и вооружённые конфликты в союзных республиках

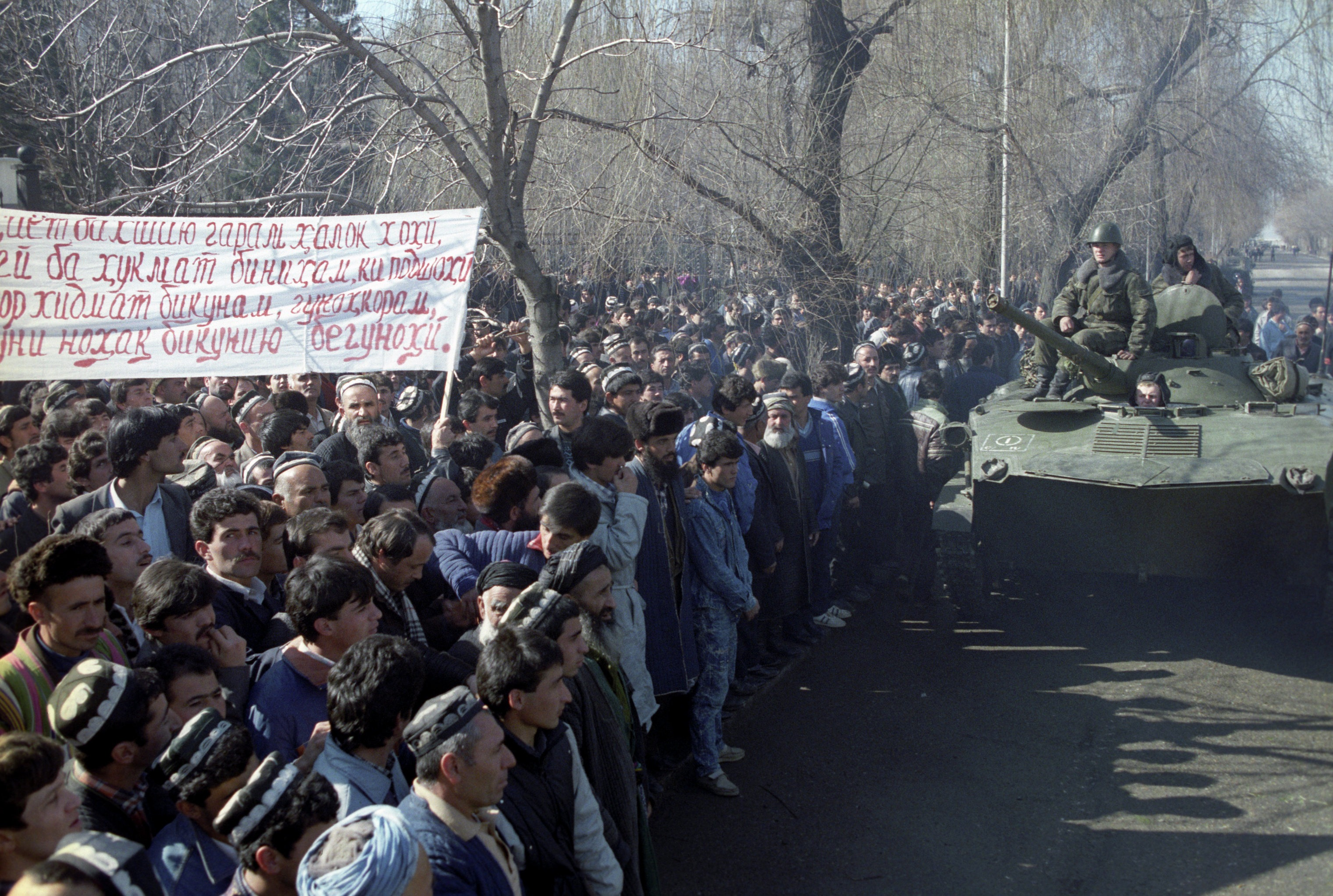
Массовые беспорядки в Душанбе. 1990

Придя к власти, Горбачёв столкнулся с проблемой волнений среди различных национальных групп. В декабре 1986 года в нескольких городах Казахской ССР вспыхнули беспорядки после того, как преемником первого секретаря ЦК КП Казахстана Динмухамеда Кунаева был назначен русский по национальности Геннадий Колбин, который до этого работал первым секретарём Ульяновского обкома партии. В 1987 году крымские татары организовали в Москве протесты, требуя переселения в Крым, откуда они были депортированы в 1944 году по приказу Сталина. Горбачёв поручил комиссии во главе с Громыко изучить их ситуацию. В результате комиссия рекомендовала оказать помощь в переселении татар в Крым.
С 1987 года карабахские армяне стали требовать от Москвы передать Нагорно-Карабахскую автономную область из состава Азербайджанской ССР в Армянскую ССР. Горбачёв пообещал Нагорному Карабаху большую автономию, но отказался от его передачи Армянской ССР, опасаясь, что это вызовет аналогичную этническую напряжённость и требования по всему Советскому Союзу. Большая автономия так и не была предоставлена, вместо этого для поддержания порядка Горбачёв отправил в Нагорный Карабах из Грузии батальон мотопехоты 160-го полка внутренних войск МВД СССР. В азербайджанском Сумгаите начались массовые погромы и убийства представителей армянского меньшинства. Местные войска попытались подавить беспорядки, но были атакованы толпой. По решению Политбюро ЦК КПСС в город были введены дополнительные войска, но в отличие от тех, кто, как Лигачёв, хотел массовой демонстрации силы, Горбачёв призвал к сдержанности. Он считал, что ситуацию можно разрешить политическим путём, и выступал за переговоры между Коммунистическими партиями Армении и Азербайджана. В январе 1990 года произошли армянские погромы в Баку. Для остановки беспорядков в Баку были введены войска, в результате чего были убиты около 130 азербайджанцев.

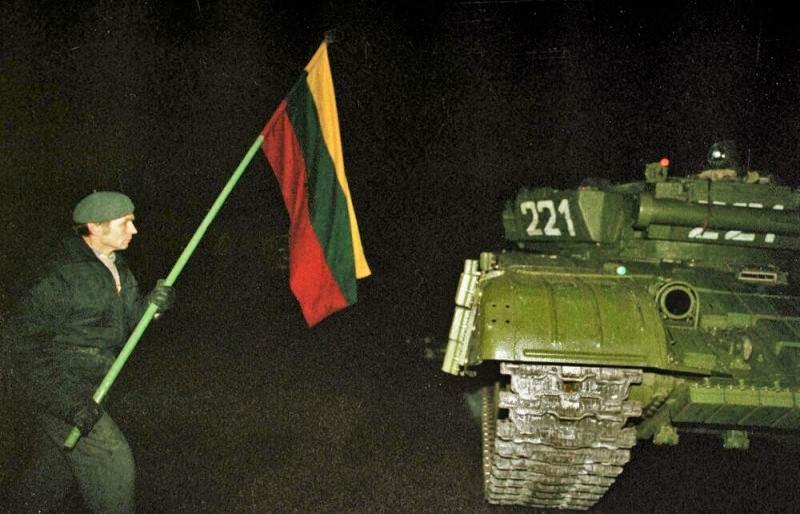
Демонстрант с литовским флагом перед советским танком. Вильнюс, 13 января 1991

Проблемы возникли и в Грузинской ССР. В апреле 1989 года были жестоко подавлены демонстрации сторонников независимости Грузии в Тбилиси, что привело к гибели нескольких человек. Призывы к независимости также усилились в Прибалтике. Верховные Советы Эстонской, Литовской и Латвийской ССР провозгласили свою экономическую «автономию» от советского центрального правительства и ввели меры по ограничению русской иммиграции. В августе 1989 года протестующие выстроили «Балтийский путь» — живую цепь, протянувшуюся через три республики, чтобы символизировать их желание восстановить независимость. В том же месяце Верховный Совет Литовской ССР постановил, что советская аннексия их страны в 1940 году была незаконной; в январе 1990 года Горбачёв приехал в республику, чтобы побудить её остаться в составе Советского Союза. В январе 1991 года в Вильнюсе и Риге произошли события, сопровождавшиеся применением военной силы. В ходе событий в Вильнюсе подразделения советской армии взяли штурмом вильнюсский телецентр и другие общественные здания в Вильнюсе, Алитусе, Шяуляе.

### Внешняя политика

#### Афганская война

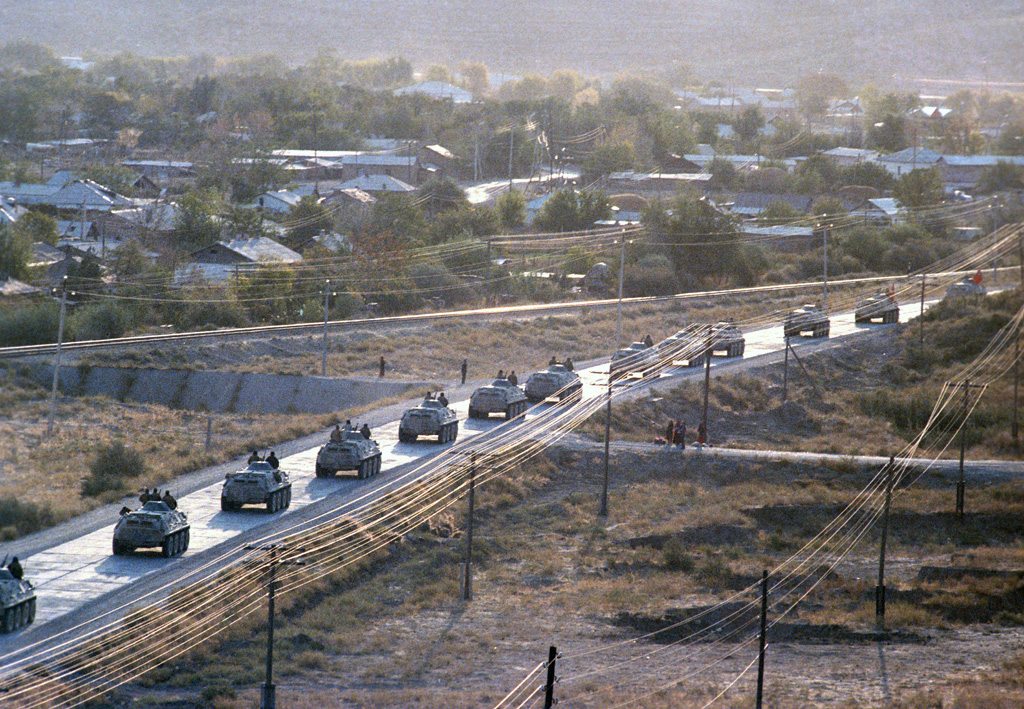
Вывод советских войск из Афганистана. 1986

Прекращение войны в Афганистане и вывод советских войск к 15 февраля 1989 года.

#### Отношения с Западом

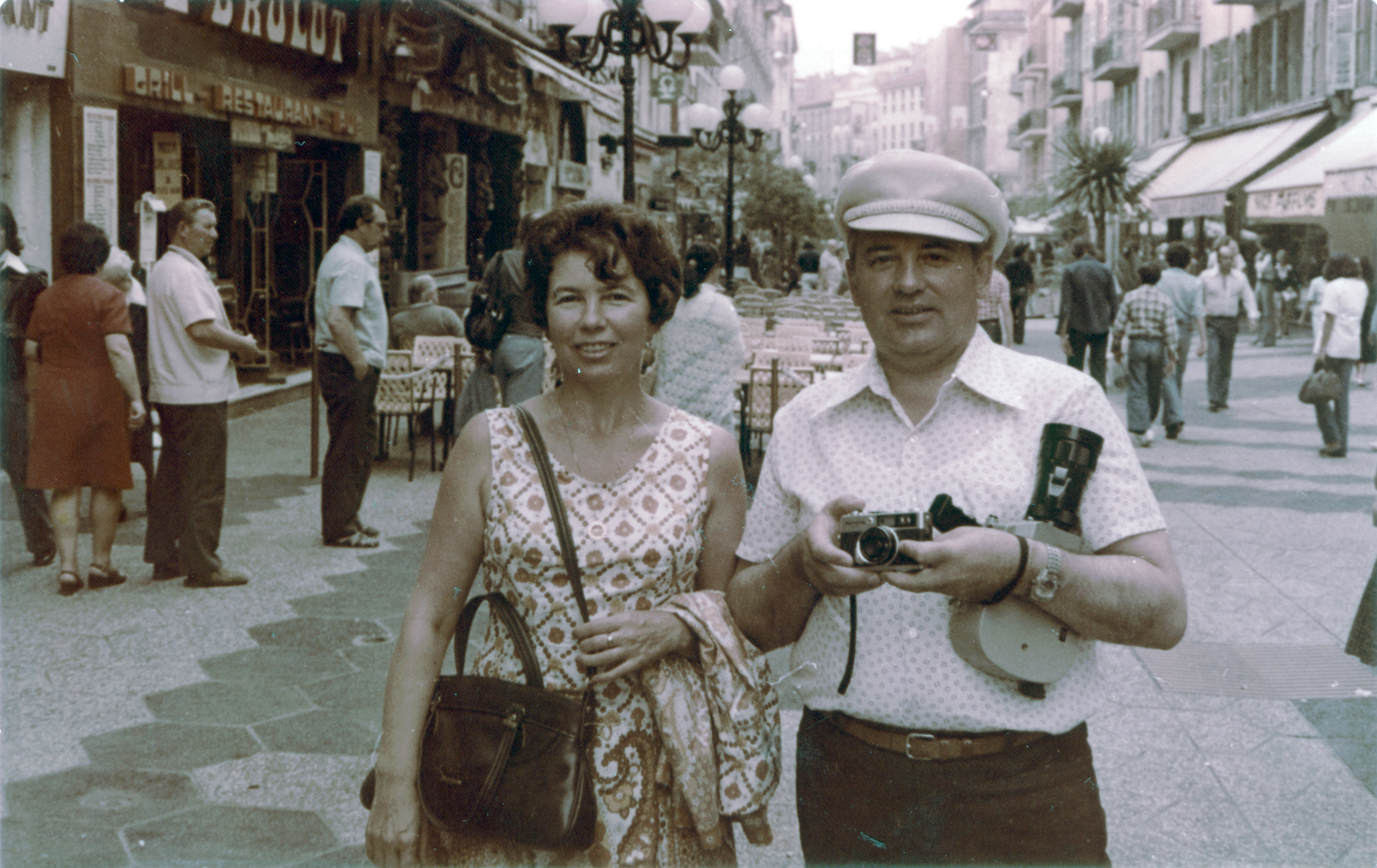
Михаил Горбачёв и его супруга Раиса во Франции. 1977

С начала 1970-х годов Горбачёв (будучи первым секретарём Ставропольского крайкома КПСС) с супругой неоднократно посещал страны Запада. В 1971 году Горбачёвы впервые оказались в капиталистической стране, совершив многодневную поездку по Италии. Остановились для отдыха на Сицилии, в предместьях Палермо, гостинице-кооперативе социалистов Città del Mare. В 1972 году Горбачёв посетил Бельгию, в 1975 году — ФРГ, а в 1976 году — Францию. В сентябре 1977 года по приглашению Французской коммунистической партии чета Горбачёвых совершила на легковой машине с переводчиком трёхнедельный тур по десяткам городов Франции. Ни в одной из этих поездок Горбачёва не принимали первые лица государств, однако он много общался с политиками и представителями гражданского общества на региональном уровне, что влияло на его мировоззрение.
Известность в политических кругах Запада Горбачёву впервые принёс его визит в мае 1983 года в Канаду, куда он отправился на неделю с разрешения генсека Андропова. Премьер-министр Канады Пьер Трюдо, по воспоминаниям Александра Яковлева, стал первым крупным западным лидером, который лично принял Горбачёва и отнёсся к нему с симпатией. Встретившись также и с другими канадскими политиками, Горбачёв приобрёл репутацию амбициозного и энергичного политического деятеля, резко контрастирующего с престарелыми коллегами по Политбюро ЦК КПСС, проявляющего активный интерес к западным методам управления экономикой и к западным моральным ценностям, включая демократию. В значительной мере успеху Горбачёва на первых международных смотринах и формированию его позитивного имиджа на Западе способствовал посол СССР в Канаде, будущий соратник генсека Александр Яковлев.
Следующий примечательный по своему содержанию и последствиям визит Горбачёв совершил в декабре 1984 года, когда после периода охлаждения советско-британских отношений посетил Лондон. По приглашению премьер-министра Маргарет Тэтчер, с которой познакомился в феврале того же года на похоронах Андропова, Горбачёв прибыл в Великобританию во главе небольшой парламентской делегации, в качестве председателя Комиссии по иностранным делам Совета Союза Верховного Совета СССР (этот пост он занимал в 1984—1985). Согласно опубликованным свидетельствам Леонида Замятина в книге «Горби и Мэгги» (1995), в ходе переговоров с Тэтчер, проходивших в неформальной и доверительной атмосфере в загородной резиденции Чеккерс, Горбачёв сосредоточился на разоруженческой проблематике, а для убедительности продемонстрировал собеседнице карту направлений ракетных ударов по Великобритании, подготовленную в СССР на случай войны. Придя к общему выводу о недопустимости подобного развития событий, переговорщики условились о продолжении диалога, заложили фундамент современных отношений между Востоком и Западом, сделали исторический вклад в прекращение «холодной войны». Меморандум переговоров был опубликован в 2016 году.
Придя к власти, Горбачёв попытался улучшить отношения с США и Западной Европой. Одной из причин этого было желание снизить военные расходы (порядка 25 % госбюджета СССР). СССР был не в состоянии выдерживать гонку вооружений с США и НАТО.

По мере ухудшения экономической ситуации в стране советское руководство рассматривало сокращение вооружений и военных расходов как способ решения финансовых проблем, поэтому не требовало от своих партнёров гарантий и адекватных шагов, теряя при этом свои позиции на международной арене.
— 
За годы своего правления Горбачёв выдвинул ряд мирных инициатив и провозгласил политику «нового мышления» в международных делах. Правительство СССР в одностороннем порядке объявило мораторий на испытание ядерного оружия. Однако подобные инициативы советского руководства иногда расценивалась западными партнёрами как проявление слабости и не сопровождалось встречными шагами. Так, с упразднением в 1991 году Организации Варшавского договора противостоящий ему блок НАТО не только продолжил деятельность, но и продвинул свои границы далеко на восток, к рубежам России.

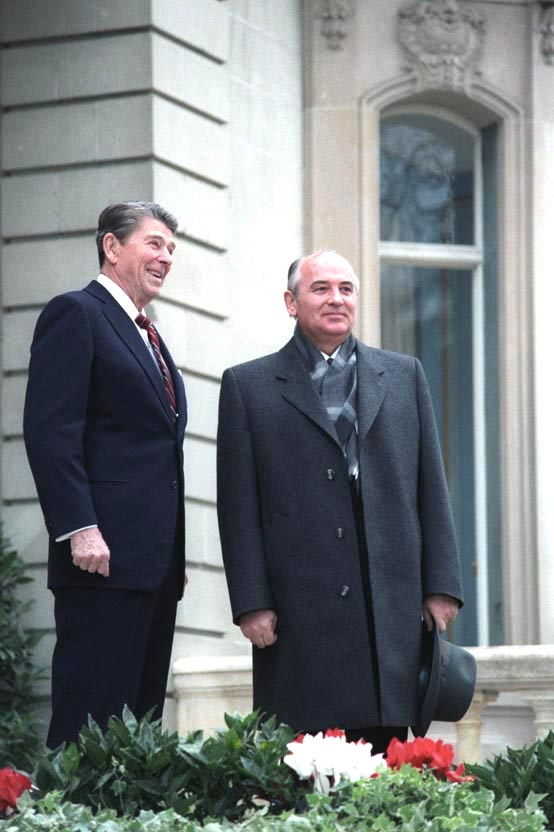
Рональд Рейган и Михаил Горбачёв. 1985

С президентом США Рональдом Рейганом Горбачёв с 1985 по 1988 год провёл четыре большие двусторонние встречи, которые знаменовали существенное потепление отношений между СССР и Западом. Первый обмен письмами состоялся в марте-апреле 1985 года. Первая встреча и личное знакомство двух лидеров, включая прогулку тет-а-тет, состоялась 19 ноября 1985 года в Женеве, когда отношения СССР и США находились у точки замерзания (главы двух государств из-за войны в Афганистане не встречались 6 лет). Второй саммит состоялся в Исландии 11—12 октября 1986 года, обсуждалась, в частности, американская программа Стратегическая оборонная инициатива (СОИ). На переговорах, прошедших в старинном деревянном особняке Хёвди в центре Рейкьявика, Горбачёв и Рейган не смогли достигнуть консенсуса и подписать договор, но значительно продвинулись вперёд в диалоге по сокращению систем противоракетной обороны, вплотную подошли к соглашению о полном ядерном разоружении. 8 декабря 1987 года Горбачёв и президент США Рональд Рейган подписали в Вашингтоне бессрочный Договор о ликвидации ракет средней и меньшей дальности, вступивший в силу 1 июня 1988 года. Страны-участницы договора обязались не производить, не испытывать и не развёртывать баллистические и крылатые ракеты наземного базирования средней (от 1000 до 5500 километров) и малой (от 500 до 1000 километров) дальности. С 29 мая по 2 июня 1988 года Рейган был гостем Горбачёва в Москве, совершив официальный визит в СССР, в ходе которого на Красной площади объявил, что больше не рассматривает Советский Союз как Империю зла.

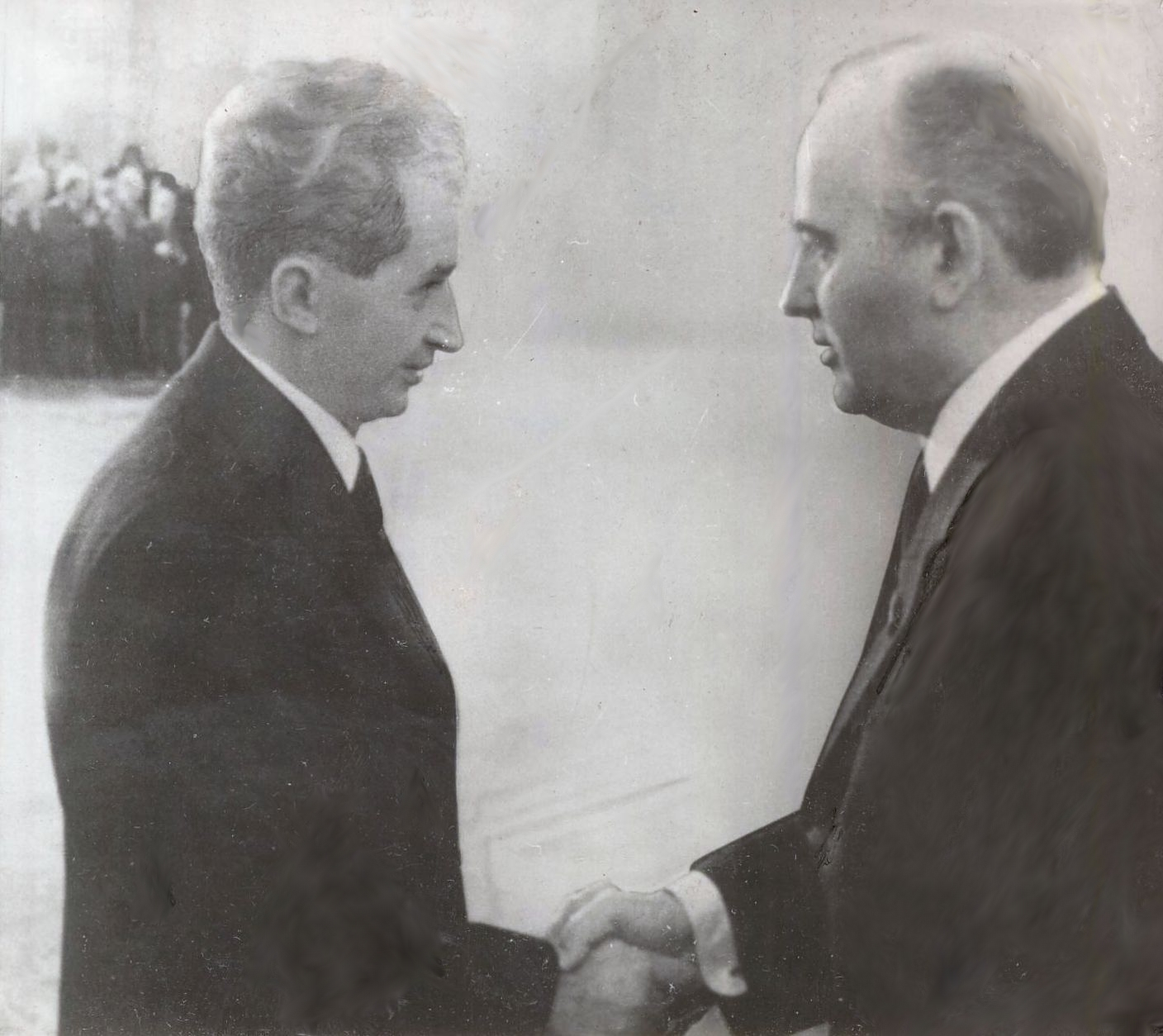
Николае Чаушеску и Михаил Горбачёв. 1985

2—3 декабря 1989 года на фоне крушения коммунистических режимов и бурных перемен в Восточной Европе, падения Берлинской стены состоялась встреча Горбачёва и нового американского президента Дж. Буша-старшего на Мальте. Переговоры проходили два дня в штормовую погоду на борту теплохода «Максим Горький», пришвартованного к пирсу в Валлетте. По итогам встречи не было подписано никаких соглашений и даже не выпущено совместное коммюнике, что породило множество слухов о новой волне охлаждения советско-американских отношений. Лидеры обсуждали вопросы фронтального сокращения ядерного и химического оружия, ситуацию в Центральной Америке — на Кубе, где режим Кастро отставал от процессов перемен в мире, в Панаме, в Никарагуа, где шла гражданская война и куда СССР поставлял оружие для поддержки режима сандинистов, а также на Филиппинах и в Восточной Европе. Горбачёв передал Бушу составленную советской внешней разведкой карту натовских военных баз, развёрнутых по периметру границ СССР и восточного блока. Скорректировав заранее подготовленную речь, Горбачёв завершил её словами: «Перед лицом перемен США и СССР просто обречены на диалог, взаимодействие, на сотрудничество. Иного не дано. Но для этого надо избавиться от взгляда друг на друга как на врагов». Во многих источниках встреча Горбачёва и Буша на Мальте связывается с окончанием «холодной войны».

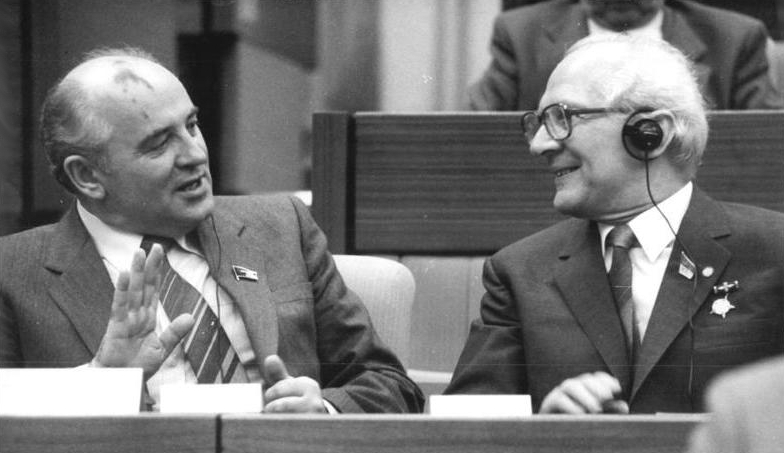
Михаил Горбачёв и Эрих Хонеккер на XI съезде СЕПГ в Берлине. 1986

24 декабря 1989 года госсекретарь Джеймс Бейкер в развитие мер доверия, согласованных на Мальте, информировал Горбачёва, что США не будут возражать, если СССР и его союзники по Варшавскому пакту осуществят вмешательство в Румынии с целью предотвратить кровавую развязку кризиса режима Чаушеску. Горбачёв ответил отказом.
Всего за шесть лет пребывания в должности Генерального секретаря ЦК КПСС Горбачёв 11 раз встречался с президентами США: пять раз с Р. Рейганом, шесть — с Дж. Бушем-старшим.

Горбачёв был первым советским лидером, кто совершил государственный визит в Италию и Ватикан. Первые переговоры на высшем уровне состоялись в Риме 29-30 ноября 1989 года, они окончательно подвели черту под периодом недоверия и натянутых отношений, связанных с участием Италии полвека ранее в гитлеровской коалиции. 1 декабря 1989 года Горбачёв был принят Папой Иоанном Павлом II, второй раз президент СССР посетил Ватикан 18 ноября 1990 года. Эти встречи оказали влияние на отношение Горбачёва к христианским ценностям (несмотря на то, что сам он считает себя атеистом), спустя полтора месяца, 7 января 1991 года православное Рождество было объявлено в СССР государственным праздником—выходным днём. При президенте Горбачёве 15 марта 1990 года Советский Союз и Ватикан впервые установили дипломатические отношения и обменялись посольствами.

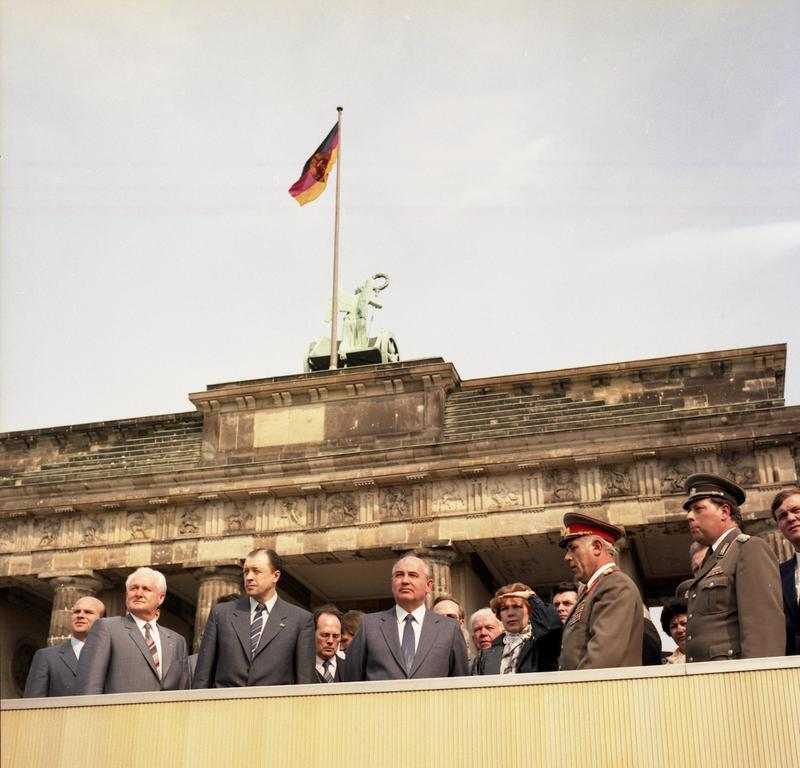
Михаил Горбачёв у Бранденбургских ворот. 1986

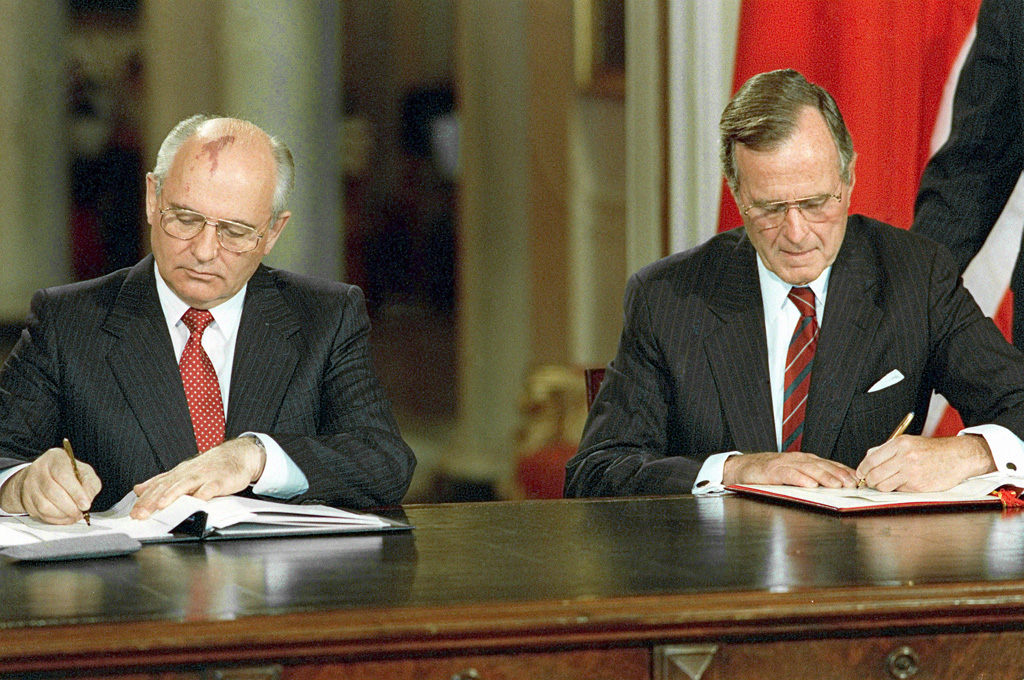
Президенты СССР и США Михаил Горбачёв и Джордж Буш-старший. Вашингтон, 1990

В 1989—1990 годах Горбачёв сыграл ключевую роль в объединении Германии, несмотря на то, что Маргарет Тэтчер и Франсуа Миттеран пытались затормозить темпы интеграционного процесса и выражали опасения перед возможностью нового «доминирования» Германии в Европе. В московском Договоре об окончательном урегулировании с Германией, который согласовал Горбачёв и от имени СССР 12 сентября 1990 года подписал министр иностранных дел Эдуард Шеварднадзе, зафиксировано, что в восточной части Германии, на территории бывшей ГДР, не станут создаваться новые военные структуры НАТО, развёртываться дополнительные войска, не будет размещаться оружие массового уничтожения. Данные обязательства соблюдаются и в XXI веке. О расширении же НАТО на восток в московском Договоре 1990 года ничего сказано не было: выбор США и их союзников в пользу расширения Североатлантического альянса на восток окончательно сформировался в 1993 году, спустя два года после прекращения президентских полномочий Горбачёва.
21 ноября 1990 года Горбачёвым от лица СССР вместе с главами 35 государств Европы, США и Канады была подписана «Парижская хартия», где в качестве формы продвижения к объединённой Европе предполагалась возможность создания Совета Безопасности для Европы. Однако эта идея не была реализована. В ноябре 2014 года, в интервью «Российской газете» и в ходе своего визита в Берлин на 25-летний юбилей падения Берлинской стены, Горбачёв заявил, что из-за отказа от этой перспективной идеи «европейское развитие приобрело однобокий характер», а к осени 2014 года «налицо кризис европейской безопасности».
Последний визит Горбачёва за рубеж в качестве главы государства состоялся 30 октября 1991 года, когда президент СССР в разгар деятельности над проектами Союзного Договора вылетел в Мадрид на мирную конференцию по Ближнему Востоку.
Как вспоминал помощник генсека и президента СССР Анатолий Черняев, после завершения официальной программы любого зарубежного визита Горбачёв обычно устраивал «товарищеский ужин» для многочисленных сопровождающих — учёных, журналистов, экспертов и персонала всяких служб: «Как правило, на таких собраниях за вином развязывались жаркие дискуссии по самым неожиданным темам». В частности, Горбачёв позволял в свободном духе обсуждать вторжение советских войск в Чехословакию 1968 года.
К своим недостаткам, затруднявшим непосредственное общение с западными лидерами, Михаил Сергеевич относил невладение английским языком. Раиса Максимовна с Маргарет Тэтчер общалась на английском, а «я не мог», самокритично отмечал Горбачёв в сентябре 2014 года. Из поколения высших партийных функционеров, работавших при Горбачёве, кроме Громыко, «почти никто не знал иностранных языков».
Вывод войск из Афганистана, падение Берлинской стены, ликвидация крупных группировок советских войск за рубежом (ГСВГ, ЦГВ, ЮГВ, СВГ, ГСВМ) и победа демократических сил в Восточной Европе, распад Варшавского Договора — всё это, по мнению некоторых аналитиков, стало символом проигрыша СССР в холодной войне.

#### Официальное признание ответственности руководителей СССР затрагедию в Катыни

Президент СССР Михаил Горбачёв передаёт президенту Польши Войцеху Ярузельскому копии документов о судьбах польских военнопленных. 13 апреля 1990

22 февраля 1990 года заведующий Международным отделом ЦК КПСС Валентин Фалин направил на имя Горбачёва записку, в которой сообщил о новых архивных находках, доказывающих связь между отправкой поляков из лагерей весной 1940 года и их расстрелом. Он указывал, что опубликование таких материалов полностью подорвёт официальную позицию советского правительства (о «недоказанности» и «отсутствии документов») и рекомендовал срочно определиться с новой позицией. В связи с этим предлагалось сообщить президенту Польши Войцеху Ярузельскому, что прямых свидетельств (приказов, распоряжений и т. д.), позволяющих назвать точное время и конкретных виновников катынской трагедии, не найдено, но «на основании означенных индиций можно сделать вывод о том, что гибель польских офицеров в районе Катыни — дело рук НКВД и персонально Берия и Меркулова».
14 апреля 1990 года во время визита в Москву Ярузельского было опубликовано заявление ТАСС о катынской трагедии:

Выявленные архивные материалы в своей совокупности позволяют сделать вывод о непосредственной ответственности за злодеяния в катынском лесу Берии, Меркулова и их подручных.
Советская сторона, выражая глубокое сожаление в связи с катынской трагедией, заявляет, что она представляет одно из тяжких преступлений сталинизма.

Горбачёв передал Ярузельскому обнаруженные этапные списки НКВД из Козельска, Осташкова и Старобельска.
27 сентября 1990 года Главная военная прокуратура СССР начала расследование уголовного дела по факту убийств в Катыни, которое получило порядковый номер 159. Расследование, начатое Главной военной прокуратурой СССР, было продолжено Главной военной прокуратурой РФ и велось до конца 2004 года; в ходе его были допрошены свидетели и участники расправ над поляками. 21 сентября 2004 года ГВП объявила о прекращении катынского дела. Одним из итогов расследования, начатого при Горбачёве, стало создание в Катыни мемориального комплекса памяти жертв трагедии.

#### Итоги внешней политики
По мнению Корзинина к положительным для СССР итогам внешней политики, проводимой в период Горбачёва можно отнести:
- ослабление международной напряжённости;
- реальная ликвидация целых классов ядерного оружия и освобождение Европы от обычных вооружений, прекращение гонки вооружений, конец «холодной войны»;

к отрицательным:
- развал биполярной системы международных отношений, впрочем, не обеспечивавшей стабильность в мире из-за противостояния двух блоков;
- превращение США после распада СССР в единственную сверхдержаву;
- снижение обороноспособности и международного авторитета, потеря СССР союзников в Восточной Европе и «третьем мире».

## После отставки

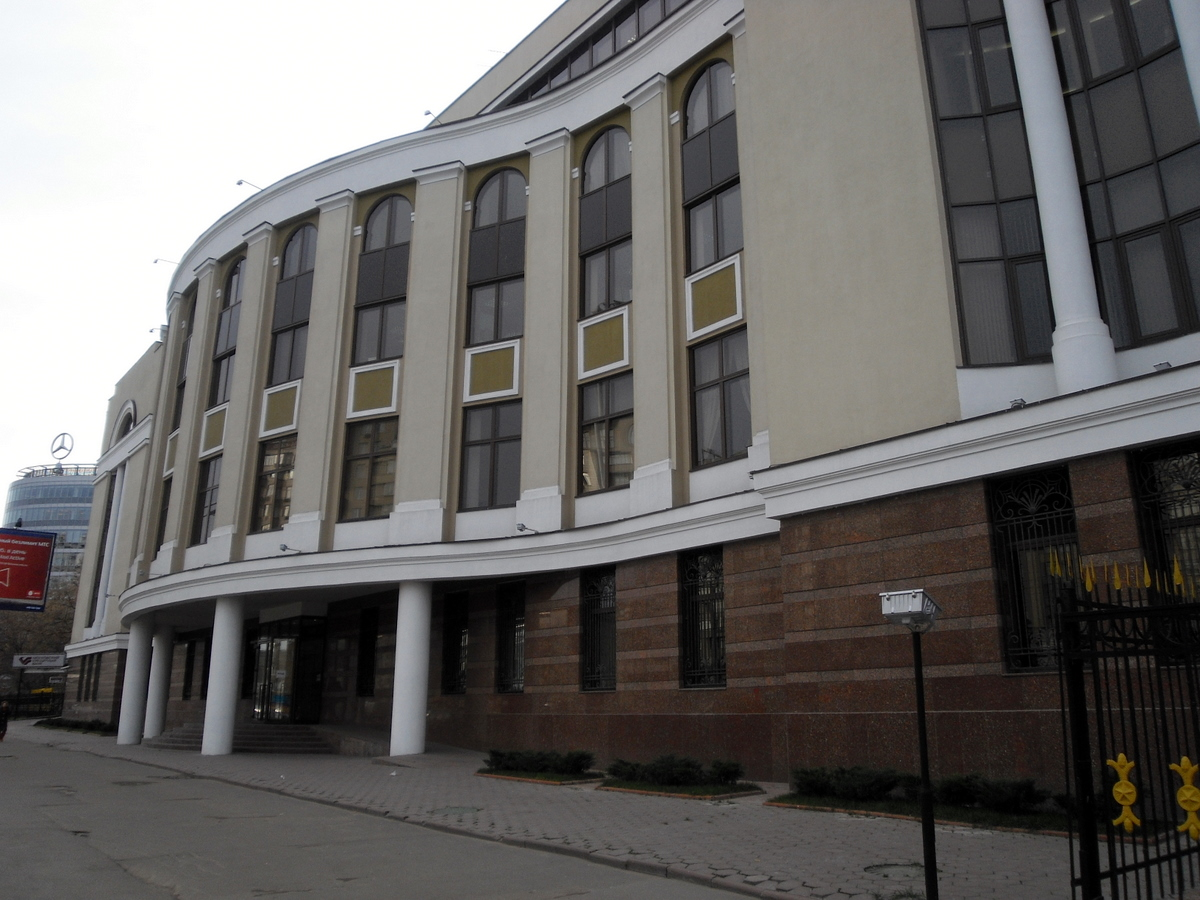
Здание Горбачёв-фонда в Москве

25 декабря 1991 года, после подписания главами 11 союзных республик Беловежского соглашения о прекращении существования СССР и Алма-Атинского протокола к нему (в обход возражений Горбачёва), Михаил Горбачёв сложил с себя полномочия президента СССР. С января 1992 и до самой кончины являлся президентом «Международного Фонда социально-экономических и политологических исследований» («Горбачёв-фонда»). В марте 1993 года основал экологическую организацию Международный Зелёный Крест, с марта 1993 года по 1996 год был его президентом, а с 1996 года — председателем Правления.
6 апреля 1992 года экс-президент СССР был допрошен следователем Генеральной прокуратуры РСФСР Владимиром Карасёвым по делу о финансах КПСС.
С 1993 года Горбачёв владел 10 % акций «Новой газеты».

В сентябре 1993 года Горбачёв осудил антиконституционный роспуск Съезда народных депутатов и Верховного Совета России, охарактеризовав действия президента Ельцина как «глупые и недемократичные» и призывал его «пока не поздно» отменить свой указ о роспуске Съезда и Верховного Совета. Поддержал идею досрочных выборов президента и народных депутатов России. Истинной причиной кризиса Горбачёв назвал провал той экономической политики, которую проводили президент и Верховный Совет России с конца 1991 года. Бывший президент СССР подверг критике необъективность СМИ, особенно телевидения, в освещении противостояния Ельцина с депутатами.

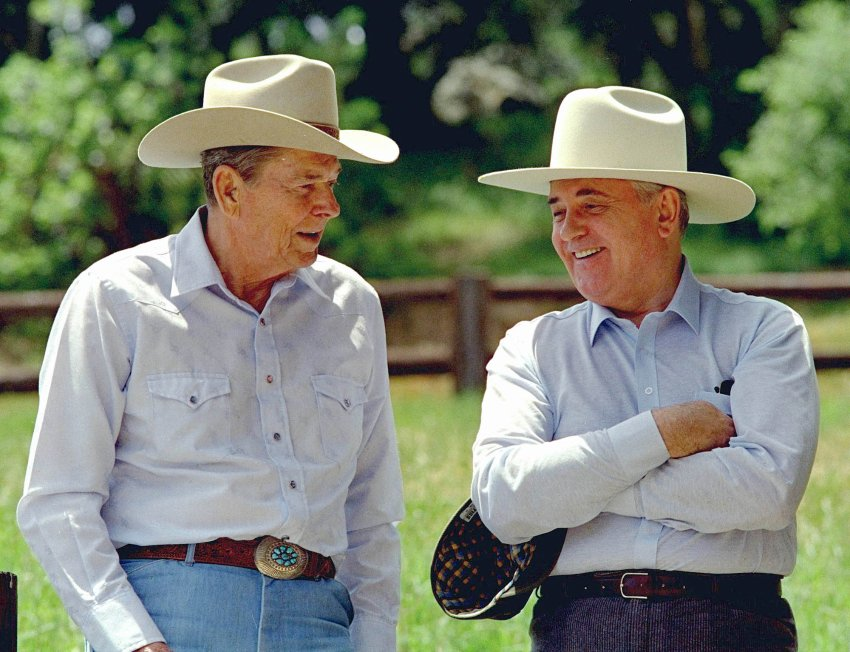
Рональд Рейган и Михаил Горбачёв на ранчо Рейганов. 1992

19 сентября 1994 года Борис Ельцин установил Горбачёву пожизненное ежемесячное материальное обеспечение в сумме 40 минимальных размеров государственной пенсии по старости.
После отставки жаловался, что его «во всём блокируют», что его семья постоянно находится «под колпаком» у ФСБ, что его телефоны постоянно прослушиваются, что издавать свои книги в России он может только «подпольно», малым тиражом.
В 1996 году выставил свою кандидатуру на выборах президента Российской Федерации и по результатам голосования набрал 386 069 голосов (0,51 %).
В 1997 году бывший руководитель СССР снялся в рекламе американской сети пиццерий «Pizza Hut» и этот ролик в дальнейшем имел регулярное упоминание в СМИ.
В 2000 году Горбачёв возглавил Российскую объединённую социал-демократическую партию, которая в 2001 году влилась в Социал-демократическую партию России (СДПР); с 2001 по 2004 год был лидером СДПР.
В 2001 году подписал письмо в защиту телеканала НТВ.
В феврале 2003 года Следственное управление прокуратуры Азербайджана по особо тяжким преступлениям возбудило уголовное дело против экс-президента СССР Михаила Горбачёва в связи с событиями 20 января 1990 года. Дело было возбуждено на основании обращения в прокуратуру главы Духовного управления мусульман Кавказа Аллахшукюра Пашазаде. Правоохранительные органы республики обвиняли Горбачёва в нарушении ст. 119-й Конституции СССР и ст. 71-й Конституции Азербайджанской ССР, в нарушение которых он ввёл чрезвычайное положение и санкционировал ввод советских войск в Баку. В материалах уголовного дела подчёркивалось, что в нарушение положений ООН ввод войск в Баку был осуществлён без оповещения руководства Азербайджана.
В апреле 2003 года был избран в президиум «Российской партии жизни» наряду с Сергеем Мироновым, Людмилой Нарусовой, Владимиром Лукиным и Дмитрием Медведевым.
12 июля 2007 года СДПР была ликвидирована (снята с регистрации) по решению Верховного суда Российской Федерации.
20 октября 2007 года Горбачёв возглавил Общероссийское общественное движение «Союз социал-демократов».
В декабре 2008 года в интервью Владимиру Познеру на Первом канале он сказал:
Я сейчас жалею: надо было не уезжать в Форос в августе 1991 года. Я думаю, что Советский Союз сохранился бы…  Так же как была и ещё одна ошибка — что я не отправил Ельцина навсегда в какую-нибудь страну заготавливать бананы после известных процессов, когда требовал Пленум: «Исключить Ельцина из членов ЦК!».
Но я вам скажу: все мы ошиблись ещё три раза. Запоздали с реформированием партии. Второе — мы запоздали с реформированием Союза. А третье… Когда стало туго у нас, особенно после 1989 года, в 1990 году — когда вся страна в очередях оказалась и нам не хватало товаров для того, чтобы удовлетворить просьбы эти, когда у нас за итальянские туфли могли сломать в очереди… Надо было найти 10—15 миллиардов долларов. Их можно было найти…

В июне 2009 года в интервью Владимиру Познеру на Первом канале Горбачёв опроверг утверждения о том, что в 1999 году в Американском университете в Стамбуле он якобы говорил, что целью всей его жизни было уничтожение коммунизма как диктатуры над людьми: «Это запустили мои коллеги из КПРФ. Ничего подобного не было».

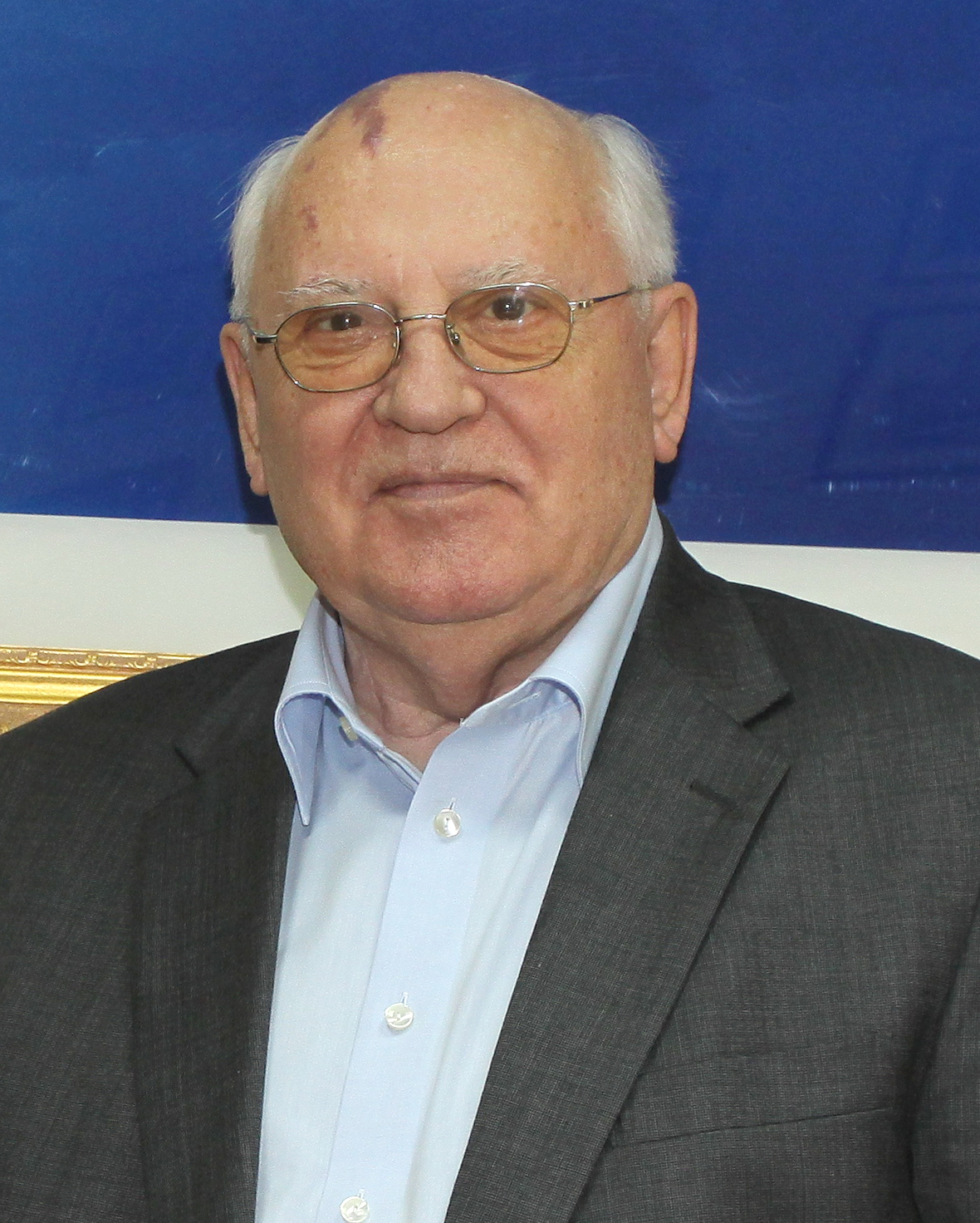
Михаил Горбачёв. 2010

В ноябре 2009 года в интервью «Euronews» он повторно выразил несогласие с мнениями о том, что его план «не удался». По его мнению, тогда «начались демократические реформы», и перестройка победила.
2 марта 2011 года по случаю 80-летия указом президента РФ Дмитрия Медведева Горбачёв был награждён орденом Святого апостола Андрея Первозванного. 30 марта экс-президент отметил юбилей в Лондоне благотворительным концертом «Горби 80 Гала» в зале «Альберт-холл» с участием мировых «звёзд», среди которых были Шэрон Стоун, Кевин Спейси, «Scorpions», Арнольд Шварценеггер, Дмитрий Хворостовский, Андрей Макаревич, Пол Анка, Кэтрин Дженкинс, Ширли Бэсси, Брайан Ферри, Милла Йовович, Тед Тёрнер, Лондонский симфонический оркестр и артисты Большого театра.

17 августа 2011 года на большой пресс-конференции в агентстве «Интерфакс», посвящённой 20-летию августовского путча 1991 года, Горбачёв признался, что знал о планах ГКЧП, но считал, что важнее предотвратить кровопролитие и тем более гражданскую войну:
Говорят, Горбачёв знал, а как ему было не знать <…> Откуда только ни звонили мне — предупреждали, что путч, путч, путч. И мое окружение сообщало, но я не мог пойти. Вот самое главное мое было кредо не довести до крови большой.
В конце ноября 2011 года он дал интервью «The Wall Street Journal», в котором рассказал, что на предстоящих думских выборах будет голосовать за партию «Яблоко».
В начале ноября 2014 года Горбачёв совершил поездку в Германию, перед которой дал ряд принципиальных интервью. 7 ноября 2014 года экс-президент СССР открыл в Берлине выставку в честь 25-летия падения Берлинской стены. 9 ноября он, федеральный канцлер Меркель и экс-президент Польши Валенса вместе с 200 правозащитниками совершили символический переход границы между ГДР и ФРГ по мосту в районе Борнхольмер-штрассе, где в 1989 году назад были открыты первые шлагбаумы, и через чек-пойнт началось свободное перемещение между Восточным и Западным Берлином. Затем Горбачёв принял участие в форуме «Новая политика» и провёл закрытые переговоры с Меркель, обсудив украинский кризис. Возвратившись из Германии, он выразил мнение, что Запад уже смирился с аннексией Крыма.

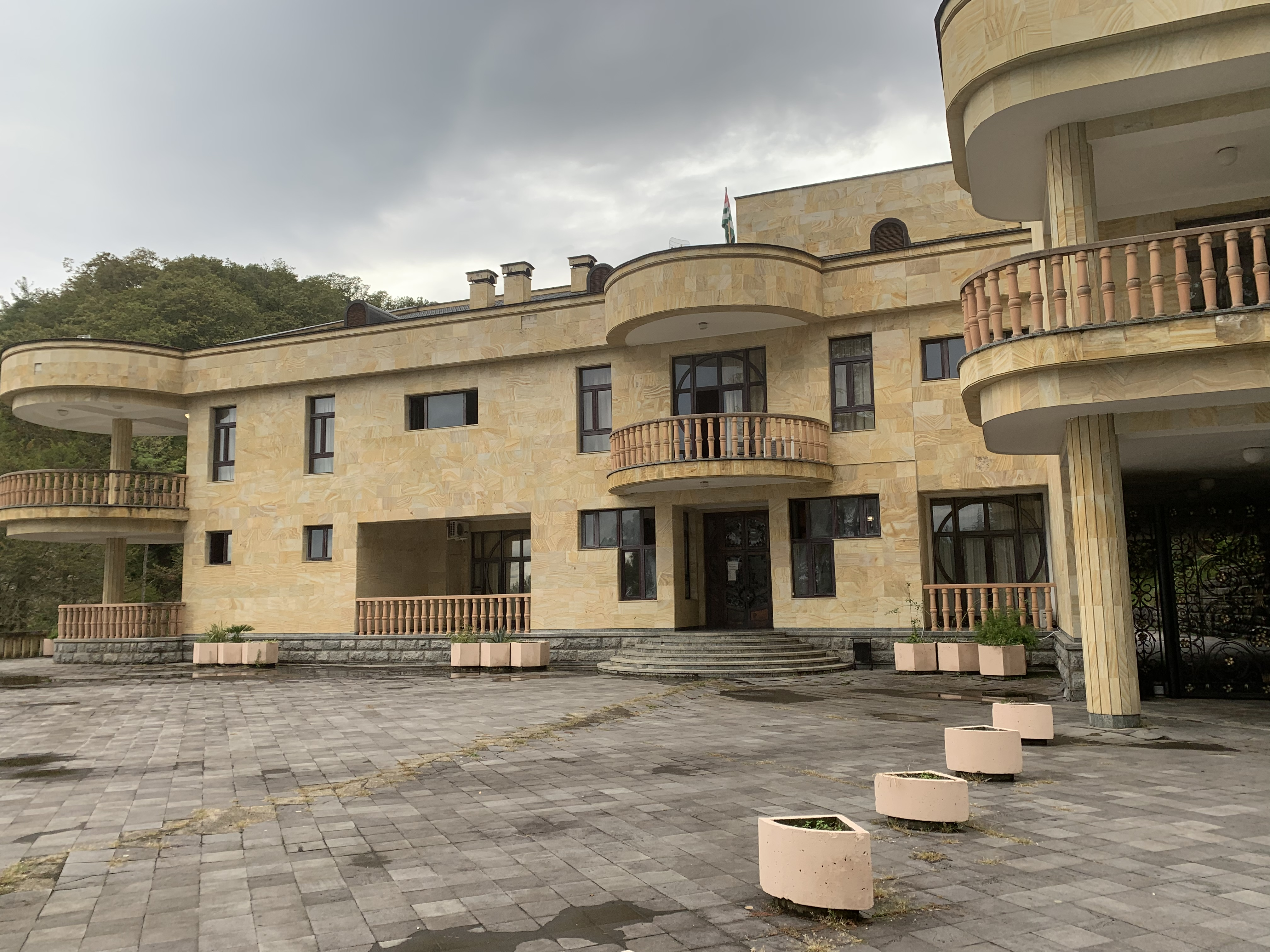
Дача М. С. Горбачёва в Мюссере, Абхазия, на берегу Чёрного моря (1988—1991). 2021

17 ноября 2015 года Горбачёв обратился в ЮНЕСКО с идеей создать неправительственную организацию «Всемирный форум» как площадку для диалога властей и общества по глобальным проблемам. Эта идея была поддержана ЮНЕСКО.
В апреле 2016 года на встрече со студентами в Московской школе экономики МГУ Михаил Горбачёв признал свою ответственность за распад Советского Союза: «Я старался сохранить, но сделать не сумел. <…> Нет, я считаю, что я вот за это несу ответственность. Меня же никто не снимал с работы, я сам ушёл, потому что не мог с ними справиться».
В июле 2016 года экс-президент СССР обратился с письмом к президенту Международного олимпийского комитета (МОК) Томасу Баху и членам МОК, призвав их допустить к участию в летних Олимпийских играх российских спортсменов, не употреблявших запрещённые препараты.
В феврале 2017 года Горбачёв выставил на продажу принадлежавший его семье дом площадью 600 м² и земельный участок площадью 2,6 тыс. м² в местечке Оберах в районе озера Тегернзе в Баварских Альпах. Трёхэтажный дом с 17 комнатами 1908 года постройки в 2006 году приобрела его дочь Ирина Вирганская. Местные жители часто встречали экс-президента СССР на улицах и в местных ресторанах. Последний раз Горбачёв приезжал на Тегернзе в 2014 году в сопровождении дочери и внучек. Ориентировочная стоимость виллы составляла около 7 млн евро.
В апреле 2017 года Михаил Горбачёв увидел признаки начала новой «холодной войны», выраженные в новой гонке вооружений, находящихся недалеко от России войск НАТО, воинственной речи политиков и высокопоставленных лиц.
Осенью 2018 года в прессе упоминалось о том, что Горбачёв живёт в местечке Роттах-Эгерн (Бавария), где приобрёл недвижимость, известную как «Замок Хубертус». Выпустил книгу актуальных политических размышлений под названием «Горбачёв в меняющемся мире».
Пенсия Горбачёва в 2018 году составляла чуть более 700 тыс. рублей.
В ноябре 2021 года Горбачёв обратился в Генеральную прокуратуру РФ с просьбой отозвать иск о ликвидации общества «Мемориал».

### Аннексия Крыма, война в Донбассе, санкции
Михаил Горбачёв поддержал аннексию Крыма Россией, повторив нарратив российской пропаганды о «воле народа Крыма, высказанном на „референдуме“». В 2016 году в интервью The Sunday Times заявил, что в аналогичной ситуации поступил бы так же, как и Путин. 17 марта 2014 года Горбачёв приветствовал итоги референдума о статусе Крыма, назвав его исправлением исторической ошибки и осудил санкции США и Евросоюза в отношении российских и крымских политиков. 30 августа 2014 года, на фоне войны в Донбассе, в интервью Русской службе новостей, Горбачёв поддержал политику России по отношению к событиям на Украине. В январе 2015 года в интервью журналу «Der Spiegel» назвал причиной кризиса на Украине распад СССР и призвал к немедленному прекращению огня в зоне боевых действий.
13 марта 2014 года, во время аннексии Крыма, открытое письмо Горбачёву написал политолог, декан Высшей школы телевидения МГУ Виталий Третьяков — с предложением бывшему президенту СССР, приложившему много стараний к объединению Германии, обратиться к канцлеру Ангеле Меркель, ко всем немецким политикам и к немецкому народу с просьбой и советом не мешать «мирному воссоединению Крыма и Севастополя с Россией». Горбачёв ответил, что предлагаемая роль просителя ему не подходит, мешать дипломатическим усилиям президента Путина он не намерен, а самому Третьякову порекомендовал задуматься о первопричине событий на Украине, которые Михаил Сергеевич видит в срыве перестройки, в «бездумном, авантюристическом „роспуске“ Союза».
26 мая 2016 года СБУ запретила Горбачёву въезд в страну на 5 лет за поддержку аннексии Крыма. В ответ Горбачёв пояснил, что на Украину давно не ездит и не планирует её посещать.

### События в Беларуси
В 2011 году на пресс-конференции, приуроченной к 20-летию путча ГКЧП, Горбачёв поделился своим видением Беларуси. Он отметил, что Александр Лукашенко был единственным депутатом Верховного Совета БССР, который выступил против Беловежских соглашений и распада СССР, при этом упрекнув его в том, что он «как-то изменился», стал самоуверенным, готовит себе смену в лице младшего сына Николая Лукашенко и превращает страну в королевство.

### Отношения с Путиным

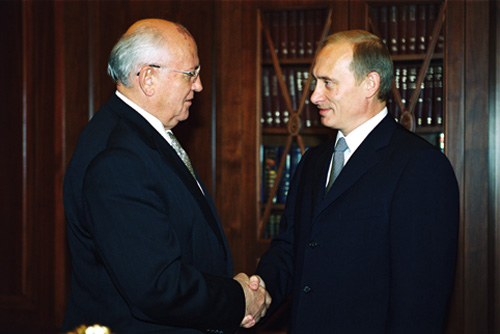
Михаил Горбачёв и Владимир Путин. 2001

В первые годы правления Владимира Путина Горбачёв его поддерживал, 26 сентября 2000 года и 17 июня 2002 года состоялись их встречи тет-а-тет в Кремле, причём последняя, как сообщил пресс-центр «Горбачёв-Фонда», прошла «в атмосфере полного взаимопонимания». С течением времени Горбачёв стал относиться к политике Путина всё более критически, указывая на её авторитарные тенденции. В январе 2008 года в интервью The New York Times Горбачёв подверг суровой критике состояние российской избирательной системы. Он призвал коренным образом реформировать систему, при которой вся власть находится в руках окружения президента Путина. «С нашими выборами не всё в порядке, и наша избирательная система нуждается в серьёзной корректировке», — заявил бывший советский президент. В феврале 2011 года в интервью «Радио Свобода» Горбачёв вновь сформулировал основные претензии к «тандему» Путина и Медведева: сворачивание демократии, коррупция и засилье чекистов. Он был также недоволен тем, что ему не позволили зарегистрировать свою социал-демократическую партию. Сам Путин избегал резких ответов на критику Горбачёва, однако его пресс-секретарь Дмитрий Песков сделал это как минимум дважды: в 2011 году он заявил, что «бывший руководитель СССР по сути развалил страну», а в 2013 году выразил уверенность, что ничего подобного горбачёвской «перестройке» в России никогда больше не будет.

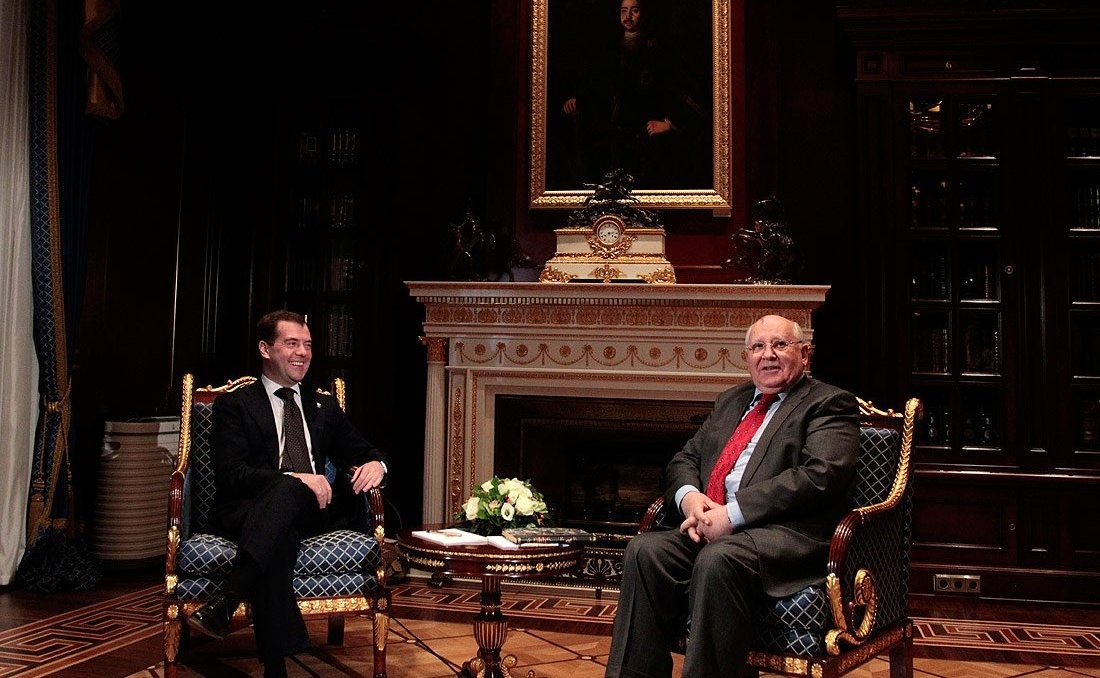
Дмитрий Медведев и Михаил Горбачёв. 2011

24 декабря 2011 года после массового митинга протеста против фальсификации итогов выборов Госдумы РФ шестого созыва в эфире радиостанции «Эхо Москвы» Горбачёв призвал Путина не участвовать в очередных выборах президента России: «Я посоветовал бы Владимиру Владимировичу уйти сейчас. Три срока получилось: два срока президентом, один срок премьером — три срока, ну, хватит».
2 марта 2013 года в поздравительной телеграмме по случаю 82-летия бывшего советского лидера Путин отметил значимые инициативы Горбачёва в сфере международного сотрудничества и его стремление укрепить авторитет России в мире.
После аннексии Крыма и начала войны в Донбассе отношение Горбачёва к Путину сначала снова потеплело. Направляясь 6 ноября с визитом в Германию для участия в форуме «Новая политика» и встречи с канцлером ФРГ Ангелой Меркель, приуроченным к 25-летию крушения Берлинской стены, Горбачёв выразил убеждение, что Путин лучше всех сейчас защищает интересы России, и хотя в его политике хватает, за что можно зацепиться с критикой, сам он цепляться не намерен. В Германии Горбачёв привлёк внимание западной общественности к речи Путина перед Валдайским клубом, в которой он увидел пути снижения напряжённости в отношениях между Россией и Западом, а в перспективе — фундамент, на котором можно строить новые партнёрские отношения.
20 ноября 2014 года Горбачёв посетовал на то, что не может встретиться с Путиным уже полтора года: помощники главы государства категорично заявляют, что он занят. По мнению Горбачёва, Путин начал заболевать той же самой болезнью, что когда-то и он сам — самоуверенностью: «Считает себя заместителем Бога, я уж не знаю, правда, по каким делам…»
6 декабря 2017 года в интервью РИА Новости Горбачёв заявил, что «Путин сегодня, действительно, лидер, который заслуженно пользуется поддержкой народа, и надо с этим считаться и, я думаю, на это надо ориентироваться — на что настроен народ».
2 марта 2019 года, поздравляя Горбачёва с 88-летием, в телеграмме Путин отметил, что в настоящее время экс-президент «активно вовлечён в экспертные дискуссии, вносит значимый вклад в диалог по важнейшим проблемам современности».
Но после 24 февраля 2022 года отношение Горбачёва к Путину снова поменялось в худшую сторону. В конце июля 2022 года близкий друг Горбачёва журналист Алексей Венедиктов заявил, что тот был очень расстроен, когда узнал, что Путин начал вторжение России на Украину. По словам Венедиктова, Горбачёв считал, что Путин «разрушил дело его жизни».

### Последние годы

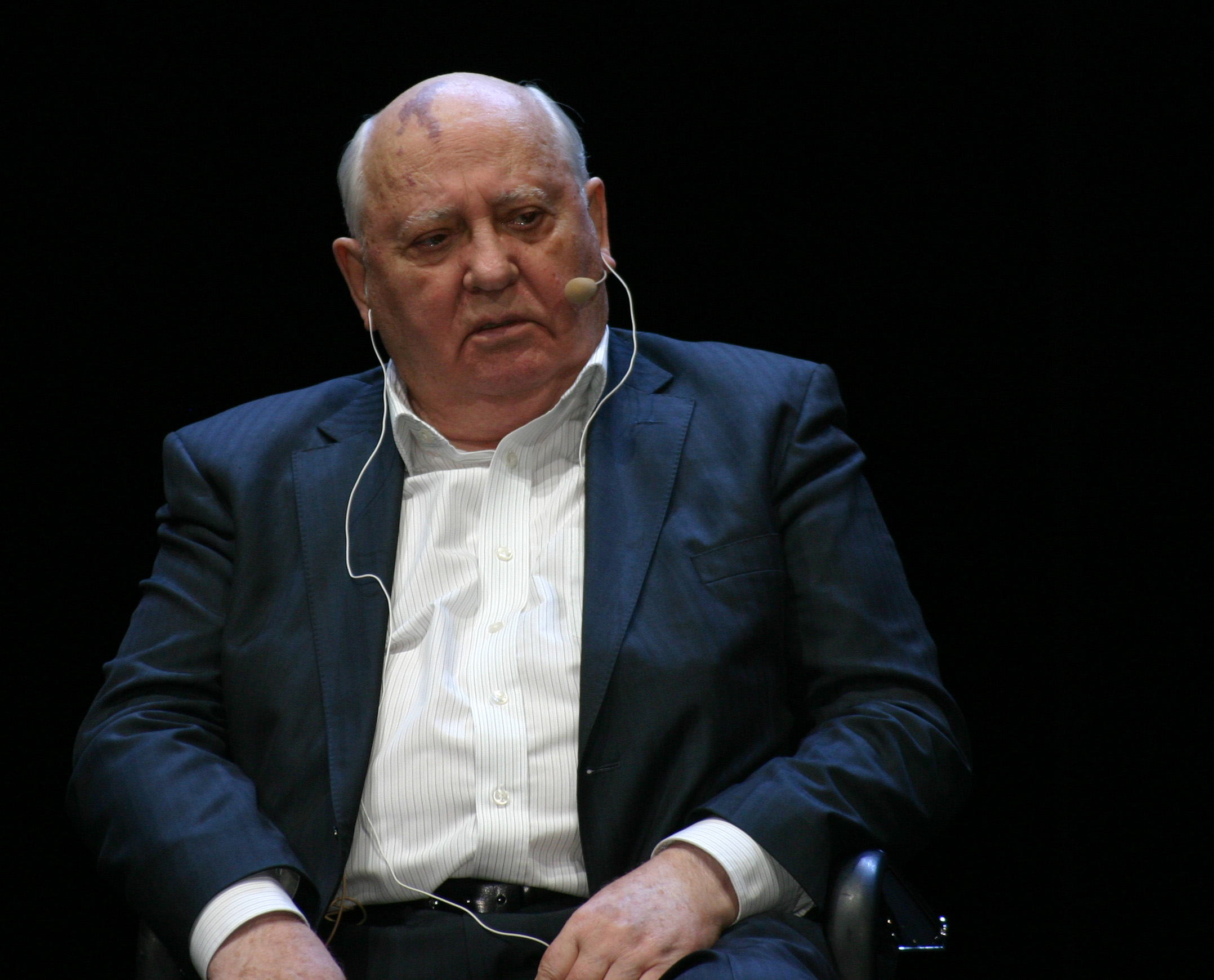
Берлин, 12 марта 2013

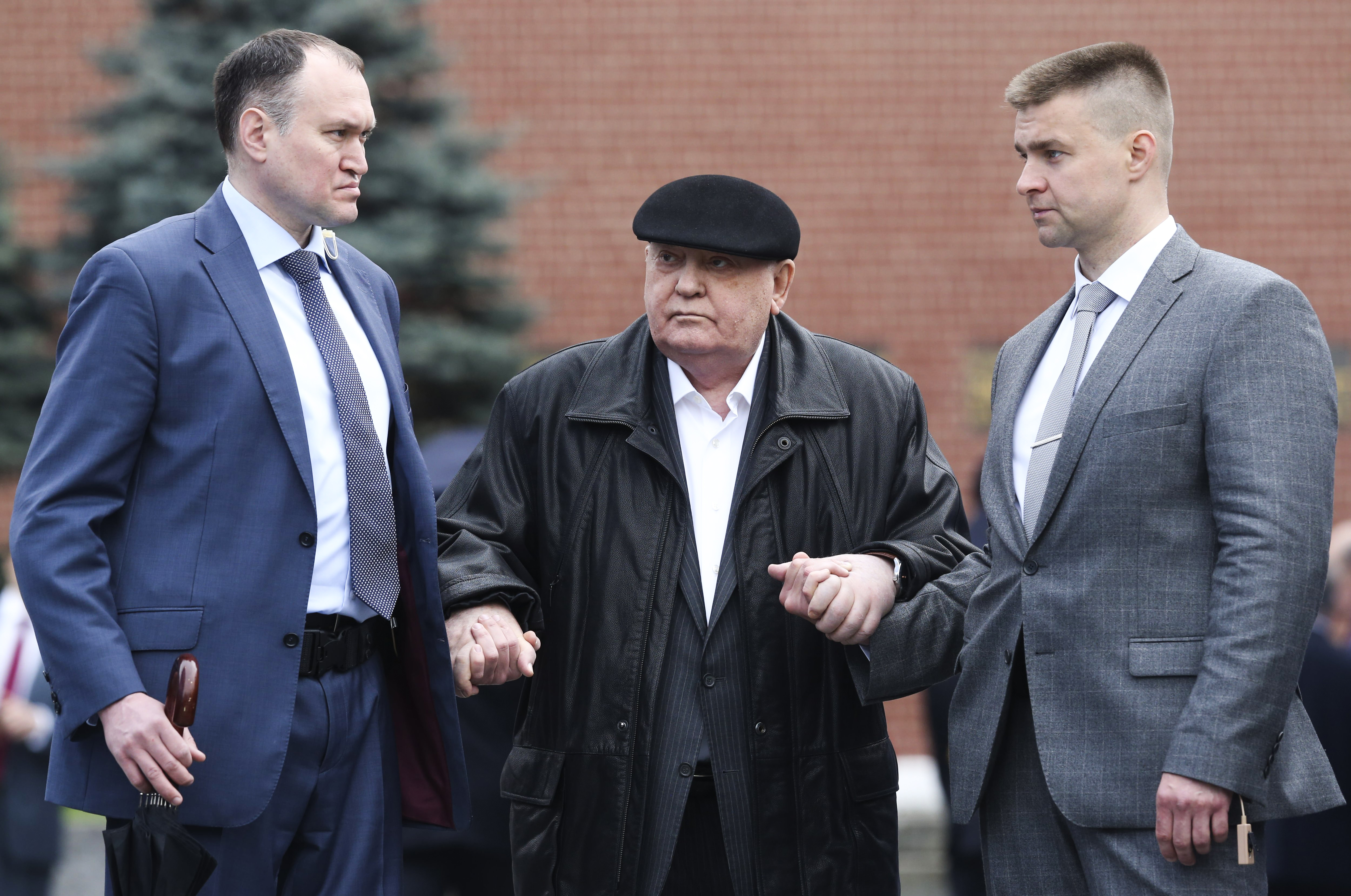
Москва, 9 мая 2019

В апреле 2011 года Горбачёв перенёс сложную операцию на позвоночнике в одной из мюнхенских клиник. Согласно списку, утверждённому в 2011 году Маргарет Тэтчер, Горбачёв в числе других крупных политиков был персонально приглашён для участия в её похоронах, однако в апреле 2013 года отказался от поездки на траурную церемонию в Лондон в связи с состоянием здоровья и необходимостью проходить медицинские процедуры. К этому времени он уже несколько лет страдал диабетом в тяжёлой форме. В июне 2013 года его госпитализировали в Центральную клиническую больницу.
В конце октября 2013 года Горбачёв находился на плановом обследовании в одной из немецких клиник. 9 октября 2014 года он был на несколько дней госпитализирован в Центральную клиническую больницу, после чего продолжил подготовку к 25-летнему юбилею падения Берлинской стены, который отмечался через месяц.
В мае 2015 года Горбачёв был на несколько дней госпитализирован в Москве. В ноябре 2016 года хирург Центральной клинической больницы Евгений Блохин установил ему кардиостимулятор. В том же году ему сделали операцию по замене хрусталиков из-за катаракты.
В 2019 году Горбачёв подолгу лежал в больнице, в декабре с воспалением лёгких. С начала 2020 года он находился в Центральной клинической больнице под непрерывным наблюдением врачей, по состоянию на июнь 2022 года ему периодически проводили гемодиализ.

### Смерть и похороны
Михаил Горбачёв умер вечером 30 августа 2022 года на 93-м году жизни от почечной недостаточности в Центральной клинической больнице в Москве. Президент России Владимир Путин простился с ним 1 сентября 2022 года перед визитом в Калининград, так как не мог присутствовать на похоронах из-за плотного рабочего графика.
Церемония прощания состоялась 3 сентября в Колонном зале Дома союзов. Многие европейские политики, желавшие отдать дань уважения Горбачёву, не смогли приехать на похороны из-за встречных санкций России. Желающие проститься с Горбачёвым с 10 до 14 часов стояли в очереди возле Дома Союзов, на фронтоне которого, вопреки традиции государственных похорон, не было портрета умершего. В зале играла классическая музыка, а отгороженный от прохожих длинным низким постаментом, задрапированным чёрной тканью, гроб стоял в центре в окружении почётного караула. На постамент люди клали цветы. Во время выноса гроба из Колонного зала во главе траурной процессии шёл главный редактор «Новой газеты», лауреат Нобелевской премии мира Дмитрий Муратов, держа в руках фотопортрет Михаила Горбачёва.
После церемонии прощания гроб с телом бывшего президента СССР был доставлен на Новодевичье кладбище, где состоялись отпевание и погребение. Горбачёва похоронили с воинскими почестями рядом с могилой супруги Раисы Максимовны.
Прощание с Михаилом Горбачёвым в Колонном зале Дома Союзов, 3 сентября 2022 года
Соболезнования прислали главы государств и международных организаций и другие отставные политики ряда стран мира. Некоторые государственные лица стран Балтии отреагировали на смерть Горбачёва в отрицательном ключе, осудив его действия и роль в мире.
Ведущие западные СМИ 31 августа 2022 года разместили материалы о смерти Горбачёва на первых полосах. Во многих из них отмечалось, что на Западе Горбачёв оставил о себе безусловно хорошую память, тогда как в России мнения о нём разные или даже однозначно отрицательные. Во многих китайских СМИ тоже появились некрологи, причём, как правило, с острой критикой Горбачёва. О своём отношении к умершему начали рассказывать в социальных сетях и СМИ российские политики.
По мнению некоторых комментаторов, смерть Горбачёва стала символическим событием. Так, российский сенатор Алексей Пушков заявил, что это «конец эпохи», связанной с надеждами России на сотрудничество с Западом. Для историка Владислава Зубка вместе с Горбачёвым умер «обнадёживающий момент в истории России». Вице-спикер российского Совета Федерации Константин Косачёв назвал смерть Горбачёва «трагедией для страны и для всех тех, чью жизнь он сумел изменить к лучшему». Экс-канцлер Германии Ангела Меркель сказала, что пример Горбачёва показывает, как отдельный государственный деятель может изменить мир к лучшему.
Президент США Джо Байден назвал его «человеком с замечательным видением». Канцлер Австрии Карл Нехаммер отметил, что Горбачёв «как никто другой, форсировал сближение Востока и Запада после падения железного занавеса в Европе и окончания холодной войны», федеральный президент Австрии Александр Ван дер Беллен выделил актуальность взглядов усопшего: «Наследие Горбачёва остаётся — и сегодня оно важнее, чем когда-либо».

## Семья и личная жизнь

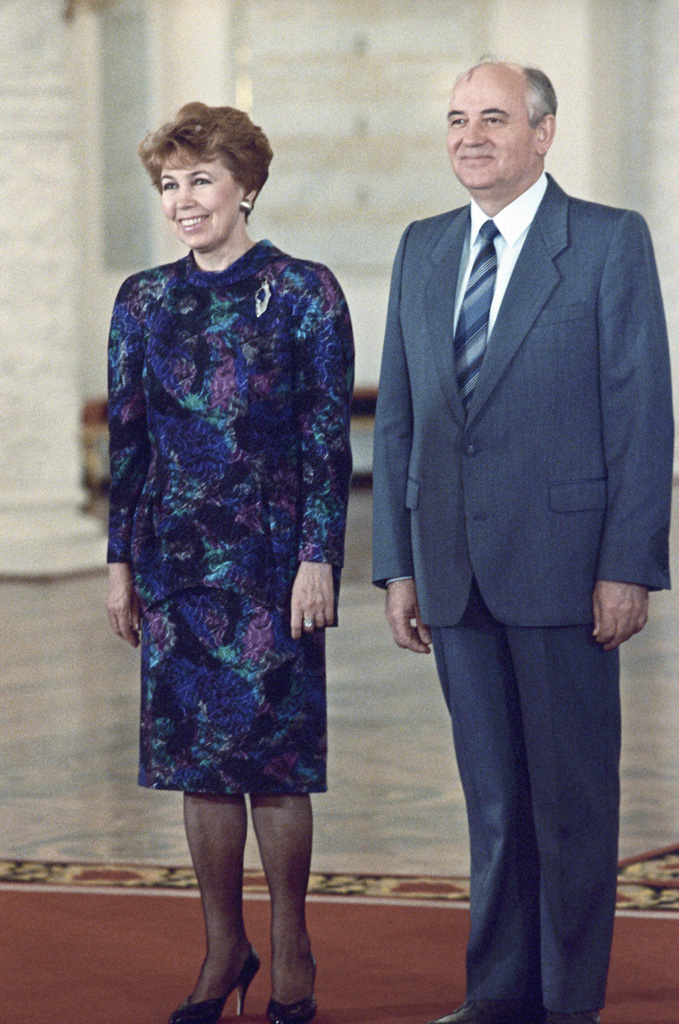
Генеральный секретарь ЦК КПСС Михаил Горбачёв и его супруга Раиса Максимовна. Москва, 2 июня 1988

Супруга — Раиса Максимовна Горбачёва (урождённая Титаренко; 5 января 1932 — 20 сентября 1999), умерла в 67 лет от лейкоза. Более 30 лет жила и работала в Москве. Как рассказал в сентябре 2014 года в интервью для печати Горбачёв, первую беременность Раисы Максимовны в 1954 году ещё в Москве в связи с осложнениями на сердце после перенесённого ревматизма врачи с его согласия вынуждены были прервать искусственно; супруги-студенты потеряли мальчика, которого Горбачёв хотел назвать Сергеем. В 1955 году Горбачёвы, завершив учёбу, переехали на Ставрополье, где с переменой климата Раиса почувствовала себя лучше, и вскоре у супругов родилась дочь.

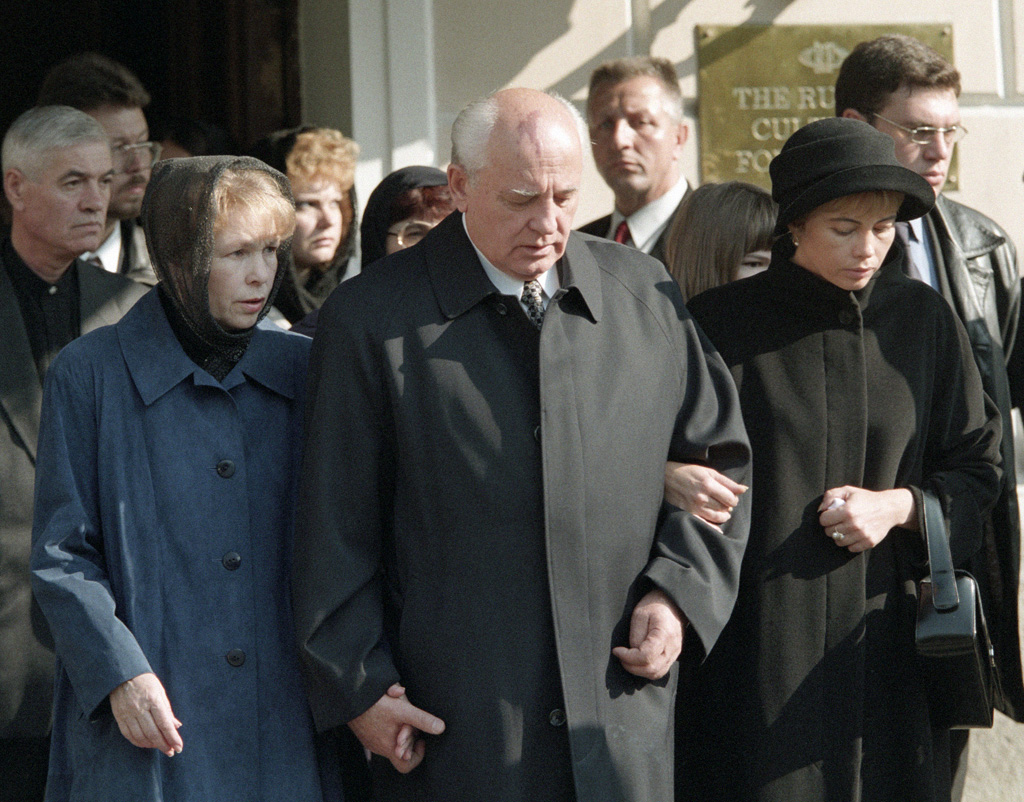
Михаил Горбачёв (в центре) на похоронах Раисы Горбачёвой, справа дочь покойной Ирина, слева — сестра покойной Людмила. Москва, 1999

Дочь — Ирина Михайловна Вирганская (род. 6 января 1957), работает в Москве. Первый муж Анатолий Олегович Вирганский (род. 31 июля 1957) — сосудистый хирург, доктор медицинских наук. Работал в московской Первой городской больнице, ныне — в Российском национальном исследовательском медицинском университете имени Н. И. Пирогова. Были в браке с 15 апреля 1978 до 1993 года. Второй муж Андрей Михайлович Трухачёв — бизнесмен, занимается перевозками. В браке с 26 сентября 2006 года.
Внучки:
- Ксения Анатольевна Вирганская-Горбачёва (род. 21 января 1980)[239];
- Анастасия Анатольевна Вирганская (род. 27 марта 1987)[239].

Правнуки: Саша (род. 2008) и Никита.
Брат — Александр Сергеевич Горбачёв (7 сентября 1947 — 15 декабря 2001) родился, когда Михаилу Горбачёву было 16 лет, был военным, окончил высшее военное училище в Ленинграде. Служил в ракетных войсках стратегического назначения, ушёл в отставку в звании полковника, по другим данным служил в Министерстве обороны в Москве, долго был капитаном, спустя много лет стал майором, при старшем брате-президенте дослужился до полковника, был женат, двое детей.

## Награды и почётные звания

### Нобелевская премия

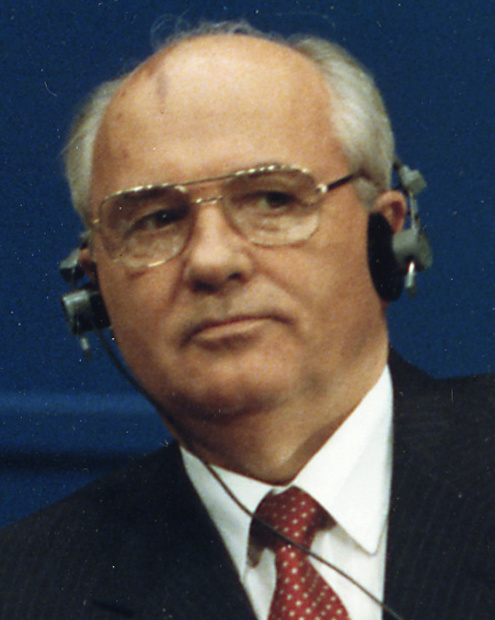
На саммите в Хельсинки. 9 сентября 1990

«В знак признания его ведущей роли в мирном процессе, который сегодня характеризует важную составную часть жизни международного сообщества», 15 октября 1990 года Горбачёв был удостоен Нобелевской премии мира. 10 декабря 1990 года на церемонии вручения в Осло вместо Горбачёва по его поручению Нобелевскую премию получал заместитель министра иностранных дел Анатолий Ковалёв.
5 июня 1991 года Горбачёв выступил в Осло с Нобелевской лекцией (согласно правилам, лауреат должен прочесть такую лекцию в пределах 6 месяцев после вручения премии), в которой подчеркнул стремление народов СССР «быть органической частью современной цивилизации, жить в согласии с общечеловеческими ценностями, по нормам международного права», но вместе с тем сохранить свою уникальность и культурное разнообразие. Находясь в Осло, Горбачёв провёл переговоры с премьер-министром Норвегии, видной деятельницей Социнтерна Гру Харлем Брундтланд об интеграции СССР в мировую экономику.
Денежная часть премии была использована для создания «Новой газеты».

## Критика

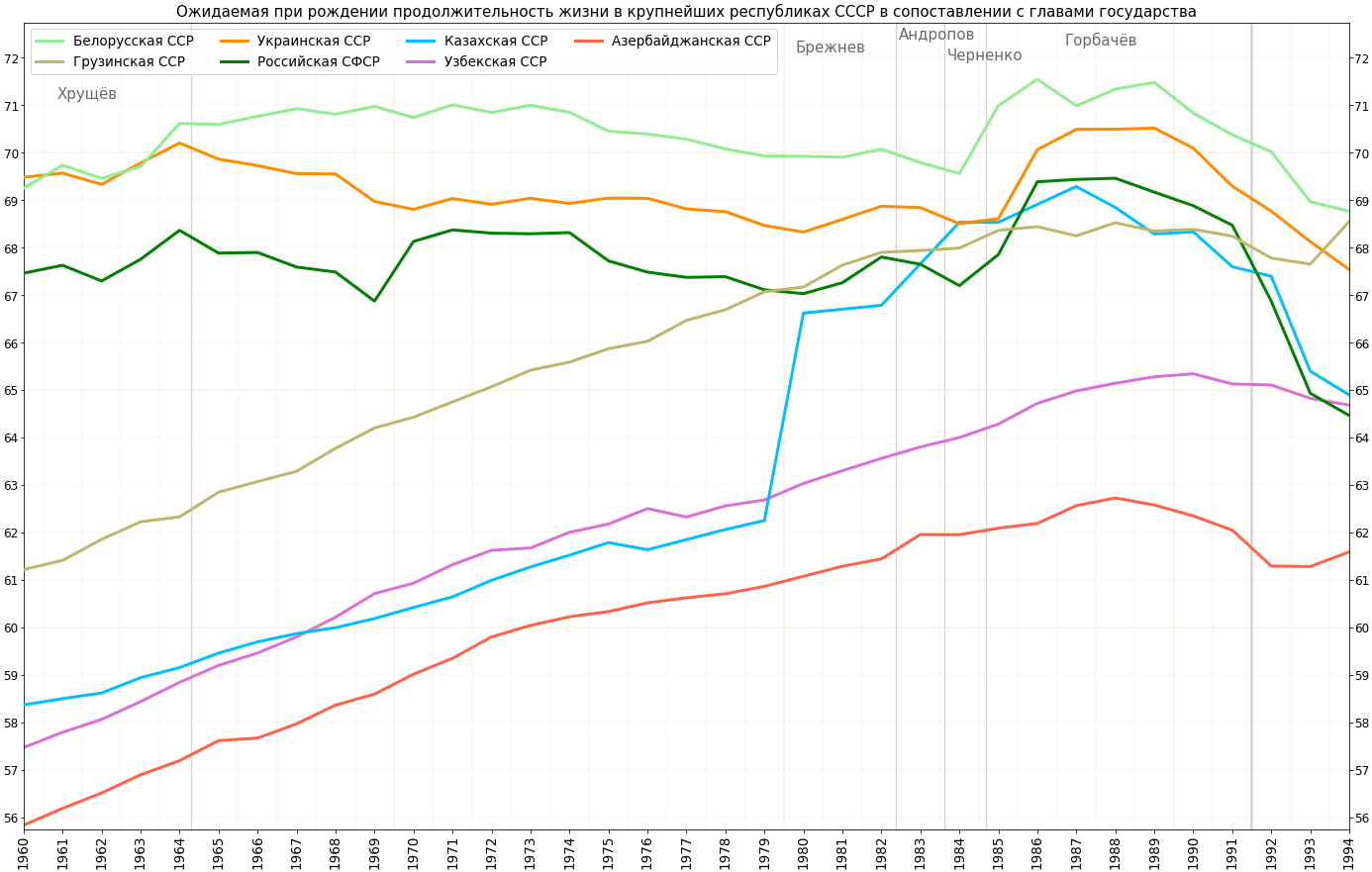
График изменение ожидаемой продолжительности жизни в крупнейших республиках СССР при Горбачёве

Правление Горбачёва и связанные с его именем радикальные перемены вызывают неоднозначную реакцию в обществе.
Советские, постсоветские и зарубежные политики и журналисты приветствовали реформы Горбачёва, демократию и гласность, окончание холодной войны, объединение Германии. Оценка деятельности Горбачёва за рубежом бывшего СССР носит более положительный и менее противоречивый характер, чем в постсоветском пространстве.
Сторонники рыночной экономики критиковали его за дилетантизм, непоследовательность реформ и попытку сохранить прежнюю централизованно-планируемую экономику и социализм. Консервативные политики критиковали его за экономическую разруху, развал Союза и прочие негативные последствия перестройки. По их мнению, одним из факторов, которые сказывались на поступках Горбачёва в качестве главы государства, являлось то, что он принимал решения, находясь под сильным влиянием своей жены Раисы Максимовны.
По оценке последнего председателя Совета министров СССР Николая Рыжкова, одной из главных ошибок Горбачёва было совмещение по времени экономической перестройки с перестройкой политической системы, хотя болезненные реформы могут быть успешными только при наличии сильной власти, как в Китае.
Восприятие Горбачёва в России и на Западе существенно отличается. Если на Западе его рассматривают как национального героя и освободителя, то в глазах бывших советских людей Горбачёв — это человек, принёсший не свободу, а хаос.
Чем был Советский союз для Запада в первой половине 1980-х? Ощетинившаяся страна, вся с ракетами, Политбюро на Красной площади, где все такие старые и ужасные, от которых веет угрозой. Тут приходит молодой генсек, начинает по-человечески, а не по бумажке, разговаривать, говорить с народом, приезжает на Запад, улыбается… Жена у него обаятельная, по сравнению с прежними жёнами. Русский медведь превратился в милого Горбачёва. Угроза со стороны Советского Союза исчезает. Представляете, какой вздох облегчения тут же пронёсся по Западу? Его популярность на Западе просто необыкновенна. Он освободитель, человек, который освободил от вечного страха…
Что мы видим в России? Приходит молодой генсек. Много-много обещает. Вместо этого закон о водке. Из магазинов исчезает фактически всё, появляются огромные очереди. Советский Союз разваливается. Все находятся в страхе, что сейчас начнётся гражданская война. Кто виноват? В первую очередь, Горбачёв. В глазах простого бывшего советского человека у Горбачёва другой образ, чем на Западе, это лидер, который принёс разруху, голодные годы, непонятность, ликвидацию одного государства и появление нового, которое пока только формировалось, принёс хаос.
По мнению французской газеты Le Temps, «личность Горбачёва у населения связана с продовольственным дефицитом, длинными очередями, катастрофическими экономическими реформами и чрезвычайным падением уровня жизни».
Американский политолог Збигнев Бжезинский писал:

Россия, являвшаяся до недавнего времени созидателем великой территориальной державы и лидером идеологического блока государств‑сателлитов, территория которых простиралась до самого центра Европы и даже одно время до Южно‑Китайского моря, превратилась в обеспокоенное национальное государство, не имеющее свободного географического доступа к внешнему миру и потенциально уязвимое перед лицом ослабляющих его конфликтов с соседями на западном, южном и восточном флангах. Только непригодные для жизни и недосягаемые северные просторы, почти постоянно скованные льдом и покрытые снегом, представляются безопасными в геополитическом плане.— З. Бжезинский
Как полагает депутат Государственной Думы Сергей Неверов, из-за Горбачёва Россия едва не утратила свой суверенитет, и «это во многом объясняет, почему Михаил Сергеевич пользуется на Западе куда большим уважением, чем у себя на Родине».
Народный депутат СССР «горбачёвского» созыва, политолог Алла Ярошинская считает, что Горбачёв чрезмерно полагался на «данное слово» и «эмоциональную составляющую», не подкреплённые никакими серьёзными международными документами. По её мнению, нынешняя Россия до сих пор страдает от этого.
Как показал опрос общественного мнения, проведённый Левада-Центром в 2011 году, 18 % населения относятся к Горбачёву положительно (с симпатией — 4 %, с признательностью — 3 %, с уважением — 9 %, с восхищением — 2 %), а 28 % — отрицательно (с раздражением — 9 %, с неприязнью — 10 %, с презрением — 5 %, с отвращением или ненавистью — 4 %). Остальные относятся к нему безразлично либо затруднились ответить.
Как отмечает профессор факультета политологии МГУ Сергей Черняховский, в современном российском обществе сложилось определённое отношение к Горбачёву, когда подавляющее большинство относится к нему с презрением, «опросы показывают, что большое количество людей считают ниже своего достоинства оценивать его деятельность. Это те, кто говорит: никак не отношусь, то есть с пренебрежением».
Одно время китайские исследователи выдвигали версию, что Горбачёв — главный виновник краха СССР. Однако в середине 1990-х годов учёные стали изучать и другие факторы, часто называя в качестве причины отсутствие реформ при Леониде Брежневе, руководившем страной с 1964 по 1982 год.

## Признание

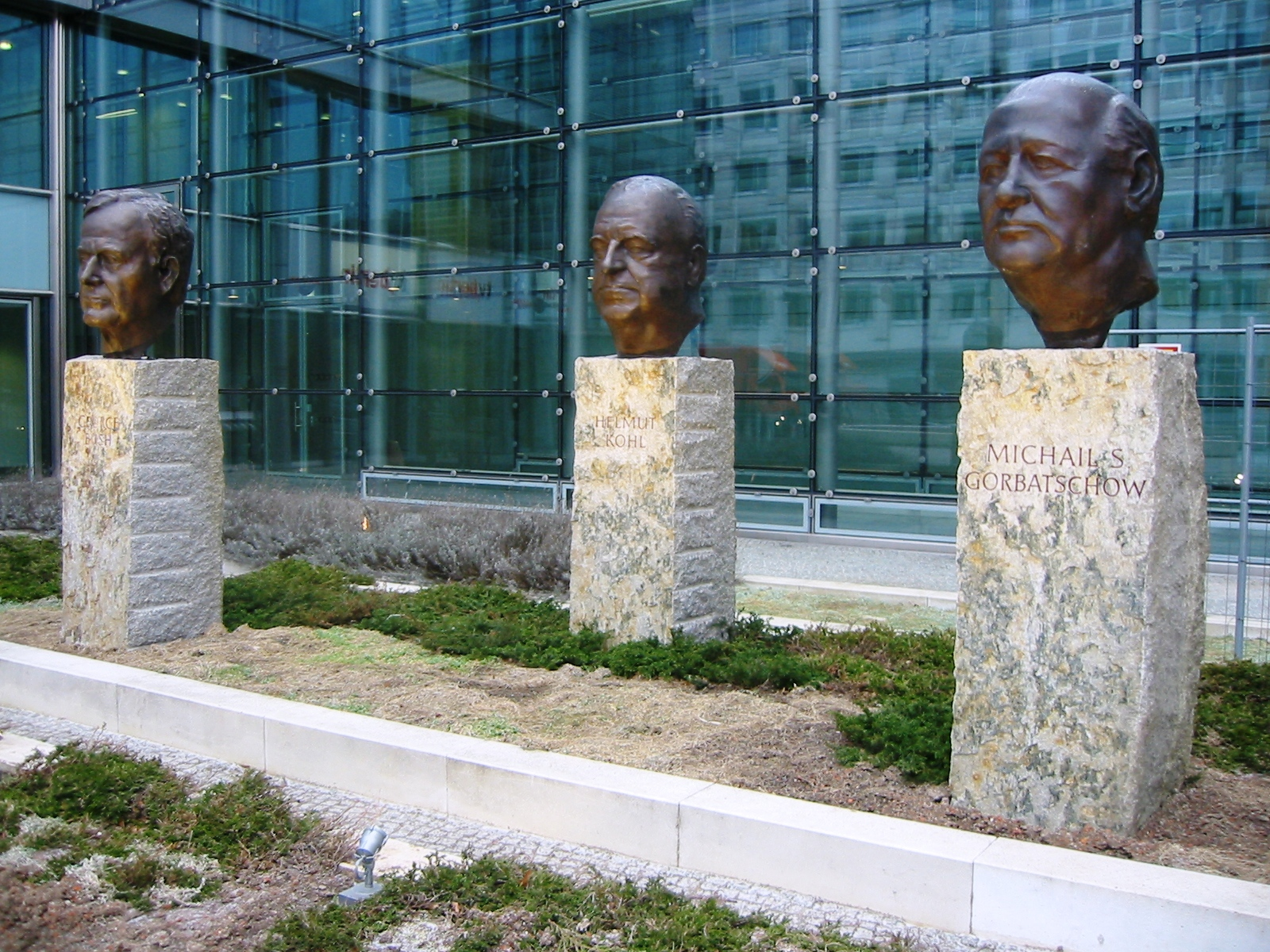
Скульптурная композиция «Отцы единства» в Берлине

Журнал Time включил Михаила Горбачёва в сотню выдающихся людей XX века в категории «Лидеры и революционеры». Газета The Guardian называет Горбачёва самой важной фигурой последней четверти XX века.
29 сентября 2010 года, к 20-летию объединения Германии, в Берлине рядом с местом, где проходила Берлинская стена, была открыта скульптурная композиция «Отцы единства», состоящая из бронзовых бюстов Гельмута Коля, Горбачёва и Джорджа Буша-старшего.
3 октября 2020 года, в честь 30-летия объединения ГДР и ФРГ, в котором Горбачёв сыграл ключевую роль, ему открыт памятник на ратушной площади города Дессау-Рослау (Саксония-Анхальт, Германия). Скульптор Бернд Гебель.

## Творческая деятельность

### Литературная деятельность
- «A Time for Peace» (1985). Издательство Richardson & Steirman & Black
- «The Coming Century of Peace» (1986)
- «Peace has no Alternative» (1986)
- «Moratorium» (1986)
- «Избранные речи и статьи» (т. 1—7, 1986—1990)
- «Перестройка и новое мышление для нашей страны и для всего мира»[261] (1-е изд. — 1987)
- «Августовский путч. Причины и следствия» (1991)
- «Декабрь-91. Моя позиция» (1992)
- «Годы трудных решений» (1993)
- «Жизнь и реформы» (2 т., 1995)
- «Реформаторы не бывают счастливы» (диалог со Зденеком Млынаржем, на чешском яз., 1995)
- «Хочу предостеречь…» (1996)
- «Моральные уроки XX века» в 2 томах (диалог с Д. Икэдой, на японском, немецком, французском яз., 1996)
- «Размышления об Октябрьской революции» (1997)
- «Новое мышление. Политика в эпоху глобализации» (в соавторстве с В. Загладиным и А. Черняевым, на нем. яз., 1997)
- «Размышления о прошлом и будущем» (1998)
- «Как это было: Объединение Германии» (1999)
- «Понять перестройку… Почему это важно сейчас» (2006)
- Горбачёв М. С., Иванченко А. В., Лебедев А. Е. (ред.) Законодательное регулирование статуса органов государственной власти в Российской Федерации. Национальный центр мониторинга демократических процедур (2007)
- Михаил Горбачёв и германский вопрос. Сб. документов. 1986–1991 / сост. А. А. Галкин, А. С. Черняев. — М.: Весь Мир, 2006. — 696 с. — ISBN 5-7777-0364-X.
- Наедине с собой. — М.: Грин Стрит, 2012. — 816 с. — ISBN 978-5-91147-019-7.
- После Кремля. — М.: Весь Мир, 2014. — 416 с. — ISBN 978-5-7777-0646-1.
- Горбачев в жизни / сост. К. Карагезьян, В. Поляков. — 2-е изд.. — М.: Весь Мир, 2017. — 752 с. — ISBN 978-5-7777-0637-9.
- Горбачёв М. С. Остаюсь оптимистом. — 2017.

Супруга Горбачёва, Р. М. Горбачёва, в 1991 году лично договорилась с американским издателем Р. Мёрдоком о публикации её книги «размышлений» с гонораром 3 млн долларов. Публицист С. Кара-Мурза предположил, что это замаскированная взятка, так как доходы от издания книги вряд ли покрывали гонорар.
В 2008 году Горбачёв на книжной выставке во Франкфурте представил первые 5 книг из собственного многотомного собрания сочинений, в которое войдут все его публикации начиная с 1960-х и вплоть до начала 1990-х годов. На начало 2018 года издано 28 томов собрания.
В августе 2014 года на болгарском, венгерском и шведском языках вышла книга Горбачёва «Наедине с собой».
В ноябре 2014 года вышла в свет новая книга Горбачёва «Жизнь после Кремля».
29 февраля 2016 года в Горбачёв-фонде состоялась презентация новой книги «Горбачёв в жизни».

### Актёрская деятельность
- Михаил Горбачёв сыграл самого себя в художественном фильме Вима Вендерса «Небо над Берлином 2» (нем. In weiter Ferne, so nah!; англ. Faraway, So Close!; 1993 год), а также участвовал в ряде документальных фильмов.
- В 1997 году снялся в рекламе сети пиццерий «Пицца Хат»[265]. В 2010 году журнал «Time» включил этот ролик в список десяти самых позорных рекламных акций с участием знаменитостей (Top 10 embarassing celebrity commercials).
- В 1990-х годах снимался в рекламе компьютеров в германском журнале «Stern».
- В 2000 году снялся в рекламе Национальных железных дорог Австрии[266].
- В 2004 году получил премию «Грэмми» за озвучивание музыкальной сказки Сергея Прокофьева «Петя и волк» (Grammy Awards of 2004, «Best Spoken Word Album for Children», совместно с Софи Лорен и Биллом Клинтоном).
- В 2007 году снялся в рекламе производителя кожаных аксессуаров Louis Vuitton[267]. В том же году снялся в документальном фильме Леонардо Ди Каприо «Одиннадцатый час», рассказывающем о проблемах окружающей среды.
- В 2009 году принял участие в проекте «Минута славы» (член жюри[англ.]). Первый канал, «Красный квадрат» и «Белая студия» (совместное производство)
- В 2010 году был приглашённым гостем японской развлекательной телепередачи с кулинарным уклоном — SMAPxSMAP[268].

### Дискография
- 2009 — «Песни для Раисы» (вместе с Андреем Макаревичем)[269]

## В культуре

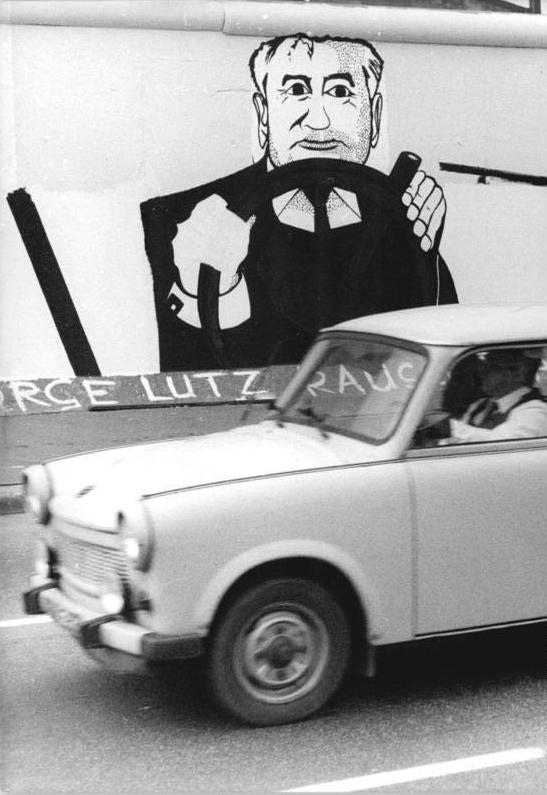
Граффити с изображением Горбачёва на Берлинской стене. 1990

Начиная со второй половины 1980-х годов образ Михаила Горбачёва, факты его биографии и результаты деятельности стали частью массовой культуры. Горбачёву посвящены фильмы, песни, частушки, анекдоты, фельетоны и пародии. В разное время его пародировали Михаил Евдокимов, Михаил Задорнов, Геннадий Хазанов, Владимир Винокур, Михаил Грушевский, Максим Галкин. Персонаж Горбачёва использовался в телепередаче «Куклы», выходившей в эфир во второй половине 1990-х — начале 2000-х годов, в этой программе Горбачёва озвучивали актёры Сергей Безруков и Игорь Христенко. В тринадцатой серии седьмого сезона мультсериала «Симпсоны» «Два плохих соседа» обыгрывались взаимоотношения Михаила Горбачёва и Джорджа Буша-старшего.
В конце 1980-х годов изображения Горбачёва размещались на плакатах, транспарантах, стендах, уличных щитах. Его портрет был помещён на заставку одной из первых советских компьютерных игр «Перестройка». Горбачёв стал также одним из протагонистов компьютерных игр «Crisis in the Kremlin» (1991) и «Кризис в Кремле» (2017). Художники Александр Косолапов и Питер Макс создавали работы с изображением Михаила Горбачёва в стиле поп-арт. Изготавливались наборы матрёшек «Горби дол», в которые входило пять фигурок с портретами политических деятелей СССР (в порядке вложенности кукол от самой большой по размеру — к меньшим): Михаила Горбачёва, Леонида Брежнева, Никиты Хрущёва, Иосифа Сталина и Владимира Ленина. Изображения Горбачёва чеканили на монетах, размещали на предметах одежды и значках, печатали на марках. В 1989 году Почта СССР выпустила малый лист, посвящённый официальному визиту Михаила Горбачёва в ФРГ  (ЦФА [АО «Марка»] № 6074). В том же году почтовое ведомство Мальты выпустило специальную марку с портретами Горбачёва и Джорджа Буша-старшего в память об их встрече на Мальте в декабре 1989 года  (Mi #830). В 1990 году почта Боливии выпустила сувенирный почтовый блок, посвящённый падению Берлинской стены, с изображением на полях портретов Джорджа Буша-старшего и Михаила Горбачёва. В 1992 году почтовое ведомство Ганы также выпустило блок, посвящённый объединению Германии, с изображением Коля и Горбачёва. В 2001 году почта Монголии выпустила марку с портретом Михаила Горбачёва в малом листе «Итоги XX века»  (Mi #3285). В 2002 году Гренада выпустила марку, посвящённую встрече Рейгана и Горбачёва в 1988 году в Москве (Mi #5175). Этой встрече была также посвящена марка, выпущенная в 1988 году почтовым ведомством Турецкой Республики Северного Кипра.

### Театр
- В 1990 году на сцене театра Барбикан-центра[англ.] в Лондоне была поставлена пьеса британских драматургов Говарда Брентона и Тарика Али «Московское золото» («Moscow Gold»), рассказывавшая о политической жизни Советского Союза в конце 1980-х годов, в том числе — о противостоянии Горбачёва с Борисом Ельциным[274].
- В октябре 2020 года в Театре наций состоялась премьера спектакля «Горбачёв»[275] Видео[276]. Автор инсценировки и режиссёр — Алвис Херманис. В ролях: Михаил — Евгений Миронов[277]. Раиса — Чулпан Хаматова[278].

### Песни
Горбачёв являлся главным героем (антигероем) песен:
- «Wieje Wiosna Ze Wschodu» («Весной дует с востока») Анджея Росевича[пол.] (1987)[279][280],
- «Перестройка» Михаила Звездинского (1988),
- «Clap Your Hands For Michael Gorbatsjov» («Хлопай в ладоши за Михаила Горбачёва») Эвы Чепреги (1988)[281],
- «Michail, Michail (Gorbachev Rap)» («Михаил, Михаил (Горбачёв рэп)») Нины Хаген (1989),
- «Товарищ Горбачёв» группы «Гражданская оборона» (1990), за авторством Романа Неумоева[282]. (в 2018 году кавер-версию этой песни записал Гнойный[283]),
- «Gorbachov» группы «Loco Mía»[исп.][284] (1991),
- «Политические куплеты» Псоя Короленко (1991),
- «Господин президент» Игоря Талькова (1991),
- «Господин президент» Сергея Рогожина[285] (1992),
- «Мишаня» группы «Лесоповал» (1992),
- «Горбачёв (Если б мишки были пчёлами)» Михаила Елизарова (2017),
- «Горбочёрт» группы Пурген (2019).

В начале своего творческого пути продюсер группы «Ласковый май» Андрей Разин выдавал себя за племянника Михаила Горбачёва. Так, в 1988 году он записал песню «Дядя Миша», в тексте которой содержатся многочисленные обращения лирического героя к Горбачёву как к собственному дяде.
По утверждению журналиста Алексея Мажаева, в восприятии части общества строка «И глумится горбатый главарь» из песни «Атас» группы «Любэ» (1989) отсылала к личности Горбачёва.
В 1995 году музыкант Игорь Кезля под сценическим именем «Господин Дадуда» записал композицию в стиле техно «Даду-внедрёж» с голосом писателя-сатирика Михаила Задорнова, пародировавшего Горбачёва. Для подготовки этой песни была использована видеозапись выступления Задорнова с фельетоном «Даду-даду», в котором высмеивались случаи неграмотного употребления Горбачёвым правил русского языка в публичных выступлениях. Осенью 1995 года, на протяжении двух месяцев, песня «Даду-внедрёж» занимала первые места в российских хит-парадах.
Образ Михаила Горбачёва использован в сатирическом видеоклипе на песню «Gorbachev» (2008) российской музыкальной группы AnJ. По сюжету видеоклипа, Горбачёв в образе вымышленного персонажа Конана-варвара воюет с зомби Сталиным. Песня была включена в альбом, с помощью которого группа планировала продвигаться на американский музыкальный рынок.
30 декабря 2016 года российский музыкант Enjoykin загрузил на свой YouTube-канал видео «Новый год (feat. Михаил Горбачёв)», в котором использованы кадры записи новогоднего поздравления Михаила Горбачёва 1989 года.

### Кино

#### Документальные фильмы
- 1986 — «Дальний Восток. Сегодня и завтра»
- 1991 — «Вторая русская революция» — Би-Би-Си[291][292]
- 1992 — «Как уходил Горбачёв» — CBS и РГТРК «Останкино»[293]
- 2002 — «Горбачёв»[294]
- 2011 — «Он пришёл дать нам волю» — Первый канал[295]
- 2011 — «Спецоперация „Горбачёв“»
- 2011 — «Михаил Горбачёв: От первого лица»
- 2011 — «СССР. Крах империи» — НТВ[296]
- 2015 — «Михаил Горбачёв. Сегодня и тогда» — ВГТРК[297]
- 2016 — «Михаил Горбачёв. Первый и последний» — Первый канал[298]
- 2017 — «Горбачёв против ГКЧП. Спектакль окончен» — ТВ Центр
- «Пустыня Горби» — Совершенно секретно
- 2020 — «Горбачёв. Рай» — фильм Виталия Манского[299]

#### Художественные фильмы
- 1985 — Дэвид Ллойд Остин в фильме «Рокки 4» (режиссёр — Сильвестр Сталлоне)
- 1988 — Дэвид Ллойд Остин в фильме «Голый пистолет» (режиссёр — Дэвид Цукер)
- 1989 — Джон Д’Амико в фильме «Доставить по назначению»
- 1991 — Владимир Трошин в фильме «Чернобыль: Последнее предупреждение»
- 1992 — Леонид Куравлёв в фильме «На Дерибасовской хорошая погода, или На Брайтон-Бич опять идут дожди» (режиссёр — Леонид Гайдай)
- 1993 — Михаил Горбачёв (камео) в фильме «Небо над Берлином 2»
- 1994 — Валентин Яременко в фильме «Выкуп»
- 2005 — Сергей Барковский в телесериале «Брежнев»
- 2009 — Иван Агапов в фильме «Ласковый май»
- 2011 — Владимир Юматов в фильме «Ельцин. Три дня в августе»
- 2012 — Михаил Шпилевский в фильме «Обратная сторона Луны» (режиссёр — Александр Котт)
- 2015 — Владимир Лаптев в телесериале «Петля Нестерова»
- 2015 — Александр Мякушко в телесериале «Деньги»
- 2016 — Игорь Угольников в фильме «Так сложились звёзды»
- 2019 — Давид Денсик в сериале «Чернобыль»
- 2022 — Геннадий Смирнов в сериале «Нулевой пациент»
- 2022 — Виктор Васильев в сериале «Чернобыль»
- 2023 — Мэтью Марш[англ.] в фильме «Тетрис»
- 2024 — Виталий Коваленко в сериале «ГДР»
- 2024 — Олек Крупа в фильме «Рейган»

#### Алкогольные напитки
С Михаилом Горбачёвым часто ассоциируется производимая в Берлине водка «Горбачёв» (нем. Wodka Gorbatschow). Однако, в действительности, этот бренд водки назван не в честь главы Советского Союза, а в честь своего основателя — русского эмигранта первой волны Льва Леонтьевича Горбачёва, а водка с таким названием производится в Германии ещё с 1921 года.